# Reinado de Cleopatra

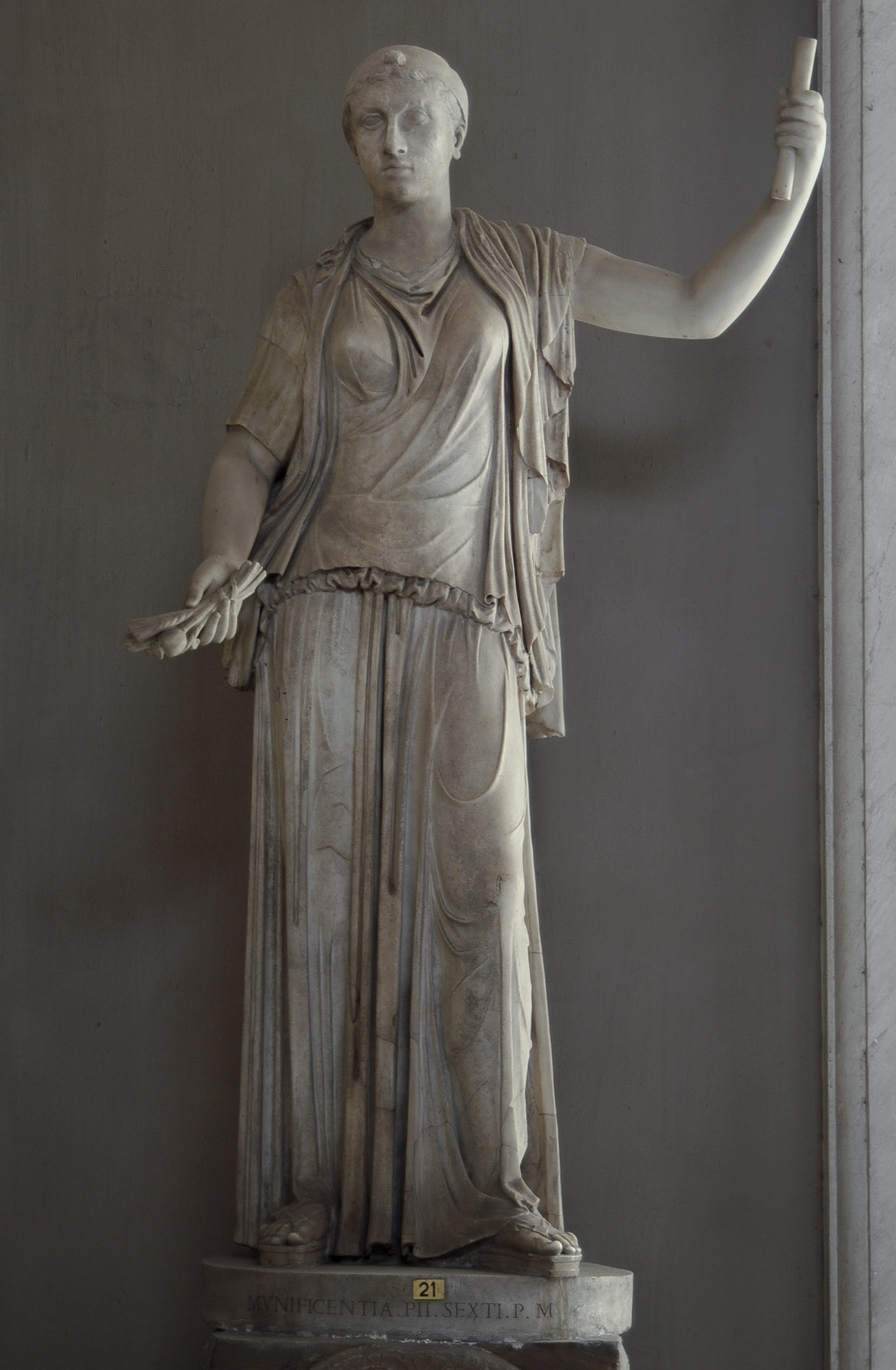
Estatua romana restaurada en mármol encontrada en la Vía Cassia y expuesta en el Museo Pio-Clementino, de Cleopatra VII luciendo una diadema real y un peinado estilo ‘melón’ similar a los retratos en monedas encontradas cerca de la Tomba di Nerone, Roma.

El reinado de Cleopatra VII de la dinastía ptolemaica del Antiguo Egipto comenzó con la muerte de su padre, el faraón gobernante Ptolomeo XII Auletes, en marzo del año 51 a. C. y terminó con su muerte el 10 o 12 de agosto 30 a. C. Tras el reinado de Cleopatra, Egipto pasó a ser una provincia del Imperio romano y el período helenístico llegó a su fin. Durante su reinado gobernó Egipto y otros territorios como un monarca absoluto, siguiendo la tradición del fundador de la dinastía, Ptolomeo I Sóter (r. 305-283 a. C.), así como Alejandro Magno (r. 336-323 a. C.) de Macedonia, quien conquistó Egipto de manos del Imperio aqueménida.
Cleopatra y su hermano menor Ptolomeo XIII accedieron al trono como corregentes, pero una disputa entre ellos condujo a una guerra civil abierta. Cleopatra huyó por un corto período a la Siria romana en el año 48 a. C., pero regresó ese mismo año con un ejército para enfrentarse a su hermano. Considerado como un estado cliente de Roma, el estadista romano Pompeyo el Grande proyectaba el Egipto ptolemaico como un lugar para refugiarse después de perder la batalla de Farsalia del año 48 a. C. en Grecia contra su rival Julio César durante la segunda guerra civil de la República romana. Sin embargo, Ptolomeo XIII hizo matar a Pompeyo en Pelusio y envió su cabeza cortada a César, cuando que este último ocupó Alejandría durante su persecución de Pompeyo. Con su autoridad como cónsul de la República romana, César intentó reconciliar a Ptolomeo con su hermana Cleopatra; sin embargo, el consejero principal de Ptolomeo, Potino el Eunuco, consideraba que los términos de César favorecían a Cleopatra, por lo que sus fuerzas, lideradas primero por Aquilas y luego por Ganímedes a las órdenes de Arsínoe IV (la hermana menor de Cleopatra), asediaron a César y Cleopatra en el palacio. Los refuerzos de César levantaron el asedio a principios de 47 a. C. y Ptolomeo XIII murió poco después en la batalla del Nilo. Arsínoe IV fue finalmente exiliada a Éfeso y César, ahora un dictador electo, declaró a Cleopatra y a su hermano menor Ptolomeo XIV como gobernantes conjuntos de Egipto. Sin embargo, César mantuvo un romance privado con Cleopatra del que nació un hijo, Cesarión, antes de partir hacia Roma.
Cleopatra viajó a Roma en el 46 y 44 a. C., alojándose en la villa de César. Después del asesinato de César en 44 a. C., Cleopatra intentó que Cesarión fuera nombrado su heredero. El sobrino nieto de César, Octavio (conocido como Augusto en el 27 a. C., cuando se convirtió en el primer emperador romano) lo impidió. Cleopatra entonces hizo matar a su hermano Ptolomeo XIV y elevó a su hijo Cesarión como corregente. En la tercera guerra civil de la República romana del 43-42 a. C., Cleopatra se puso del lado del Segundo Triunvirato romano formado por Octavio, Marco Antonio y Marco Emilio Lépido. Cleopatra inició una relación personal con Marco Antonio de la que nacieron tres hijos: los gemelos Alejandro Helios y Cleopatra Selene II y Ptolomeo Filadelfo. Antonio recurrió a su autoridad como triunviro para ejecutar a Arsinoe IV a petición de Cleopatra, de la que se hizo cada vez más dependiente tanto para la financiación como para la ayuda militar durante sus invasiones al Imperio parto y al reino de Armenia. Aunque su invasión de Partia no tuvo éxito, logró ocupar Armenia. En el año 34 a. C. trajo al rey Artavasdes II a Alejandría como prisionero y lo exhibió en una imitación de un triunfo romano organizado por Cleopatra. A continuación celebraron las Donaciones de Alejandría, en las que los hijos de Cleopatra con Antonio recibieron varios territorios bajo la autoridad triunviral de Antonio. Cleopatra fue nombrada «Reina de Reyes» y Cesarión «Rey de Reyes». Este acontecimiento, junto con el matrimonio de Antonio con Cleopatra y su divorcio de Octavia la Menor, hermana de Octavio, marcó un punto de inflexión que condujo a la cuarta guerra civil de la República romana.
Después de entablar una guerra de propaganda en su contra, Octavio obligó a los aliados de Antonio en el Senado romano a huir de Roma en el año 32 a. C. Declaró la guerra a Cleopatra por proporcionar ilegalmente apoyo militar a Antonio, ahora un ciudadano romano sin cargo público. Antonio y Cleopatra dirigieron una fuerza naval conjunta en la decisiva batalla de Accio de 31 a. C. contra las fuerzas de Octavio al mando del general Agripa, quien ganó la batalla mientras Cleopatra y Antonio huían al Peloponeso y finalmente a Egipto. Las fuerzas de Octavio invadieron Egipto en el año 30 a. C. y, aunque Marco Antonio y Cleopatra ofrecieron resistencia militar, fueron derrotados, lo que llevó al suicidio de Marco Antonio. Cuando se hizo evidente que Octavio planeaba llevar a Cleopatra a Roma como prisionera para su exhibición en un triunfo, también se suicidó, algo que popularmente se cree que hizo dejándose morder por un áspid.

## Ascensión al trono
Ptolomeo XII Auletes, faraón gobernante de la dinastía ptolemaica del Antiguo Egipto, estipuló en su testamento que su hija Cleopatra VII reinara junto a su hermano Ptolomeo XIII Teos Filopátor como corregentes en el momento de su muerte. Previamente, el 31 de mayo del 52 a. C. Cleopatra fue declarada regente de Ptolomeo XII, como lo indica una inscripción en el Templo de Hathor en Dendera. El arqueólogo estadounidense Duane W. Roller afirma que Ptolomeo XII tal vez murió antes del 22 de marzo del 51 a. C., mientras que la egiptóloga británica Joann Fletcher ofrece la fecha del 7 de marzo del 51 a. C. Michael Grant afirma que pudo haber ocurrido en mayo de ese año. El primer acto público de Cleopatra como reina fue su viaje a Hermontis, cerca de Tebas, por el descubrimiento de un nuevo Bujis, toro sagrado adorado como intermediario del dios Montu en la religión del Antiguo Egipto. El Senado romano, que consideraba al Egipto ptolemaico como un estado cliente, no fue informado de la muerte de Ptolomeo XII hasta el 30 de junio o el 1 de agosto del año 51 a. C., muy probablemente un intento de Cleopatra de omitir esta información y consolidar su poder.
Probablemente Cleopatra se había casado con su hermano Ptolomeo XIII, de acuerdo con la costumbre, pero no hay constancia de ello.
A partir del 29 de agosto del año 51 a. C., los documentos oficiales comenzaron a mencionar a Cleopatra como la única gobernante, lo que evidencia que por entonces ella había rechazado a su hermano como corregente. Cleopatra tuvo que enfrentarse con varios problemas apremiantes y emergencias poco después de ascender al trono, como la hambruna causada por la sequía y un bajo nivel de la inundación anual del Nilo, ataques de bandidos armados y el comportamiento anárquico de los gabiniani, los soldados de la guarnición de Aulo Gabinio que quedaron para proteger Egipto después de restaurar a Ptolomeo XII al poder arrebatándoselo a su hija Berenice IV, una tropa formada en gran parte por germanos y galos, ahora desempleados y asimilados como romanos. Cleopatra se mostró una hábil administradora financiera de su reino y logró que el importe de los ingresos fiscales y el comercio exterior ascendiera a 12 000 talentos al año, superando la creación de riqueza de algunos de sus predecesores ptolemaicos. Sin embargo, heredó las deudas de su padre y le debía a la República romana 17,5 millones de dracmas para cuando Julio César llegó a Alejandría en el año 48 a. C.

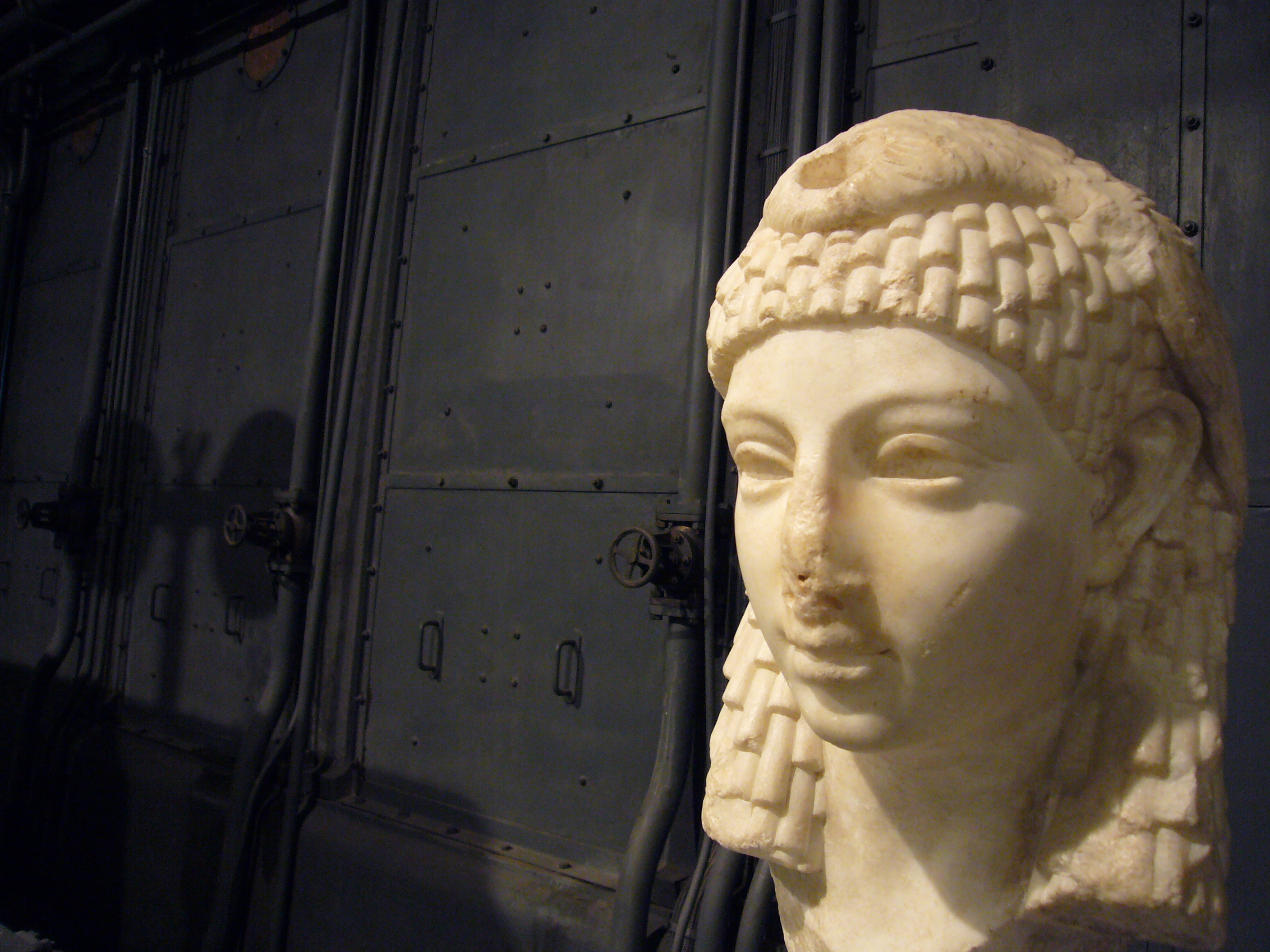
Posible cabeza esculpida de Cleopatra VII con un tocado de buitre de estilo egipcio, descubierta en Roma; arte romano o helenístico egipcio, en mármol pario, siglo I a. C., Museos Capitolinos, Roma.

En 50 a. C. Marco Calpurnio Bíbulo, procónsul de Siria, envió a sus dos hijos mayores a Egipto, muy probablemente para negociar con los gabiniani y reclutarlos como soldados en la desesperada defensa de Siria contra los partos. Sin embargo los gabiniani torturaron y asesinaron a ambos, tal vez alentados en secreto por los principales administradores desleales de la corte de Cleopatra, como el regente Potino el Eunuco. Cleopatra le envió a Bíbulo a los gabiniani culpables como prisioneros esperando su juicio. pero este los envió de vuelta y la reprendió por interferir en su proceso indicándole que era prerrogativa del Senado romano. A pesar de ser un acto aparentemente astuto de la joven reina, Bíbulo los envió de vuelta y la reprendió por interferir en su proceso indicándole que era prerrogativa del Senado romano. Bíbulo, aliado de Pompeyo el Grande en la guerra civil de la república, no pudo evitar que César consiguiera una flota naval en Grecia, lo que finalmente permitió que llegara a Egipto en persecución de Pompeyo, acelerando la victoria final de César.
Aunque Cleopatra había rechazado a su hermano de 11 años como cogernante conjunto en el año 51 a.  Ptolomeo XIII todavía conservaba poderosos aliados, especialmente el eunuco Potino, su tutor durante su infancia, regente y administrador de sus propiedades, a quien los romanos, incluido César, vieron inicialmente como el poder tras el trono. También contaba con Aquilas, un prominente comandante militar y Teodoto de Quíos, otro de sus tutores. Parece que Cleopatra intentó una alianza efímera con su hermano Ptolomeo XIV, pero en el otoño del 50 a. C., Ptolomeo XIII tomó la delantera en su conflicto y comenzó a firmar documentos con su nombre antes que el de su hermana, seguido del establecimiento de su primera fecha de reinado en el 49 a. C.

## Asesinato de Pompeyo

Retrato romano de Pompeyo realizado durante el reinado de Augusto, copia de un original del 70-60 a. C., expuesto en el Museo Arqueológico Nacional de Venecia.

En el verano de 49 a. C., Cleopatra y sus tropas seguían luchando contra Ptolomeo XIII en Alejandría, cuando llegó Cneo Pompeyo, hijo de Pompeyo, en busca de ayuda militar para su padre. Después de regresar a Italia de las guerras en la Galia y cruzar el Rubicón en enero de 49 a. C., César había obligado a Pompeyo y sus seguidores a huir a Grecia. En lo que quizás fue su último decreto conjunto, tanto Cleopatra como Ptolomeo XIII aceptaron la petición de Cneo Pompeyo y enviaron a su padre 60 barcos y 500 tropas, incluidos los gabiniani, una acción que ayudó a borrar parte de la deuda ptolemaica con Roma. El poeta romano Lucano afirma que a principios del 48 a. C. Pompeyo nombró a Ptolomeo XIII como el único gobernante legítimo de Egipto; sea cierto o no, Cleopatra se vio obligada a huir de Alejandría y retirarse a la región de Tebas. Sin embargo, en la primavera del 48 a. C. viajó a Siria con su hermana menor Arsínoe IV para reunir una fuerza de invasión para dirigirse a Egipto. Regresó con un ejército, quizás en el momento de la llegada de César, pero las fuerzas de su hermano, incluidos algunos gabiniani, se movilizaron para luchar contra ella bloqueando su avance a Alejandría, por lo que tuvo que acampar en las afueras de Pelusio, en el delta oriental del Nilo.
En Grecia, las fuerzas de César y Pompeyo se enfrentaron en la decisiva batalla de Farsalia el 9 de agosto de 48 a. C., lo que provocó la destrucción de la mayor parte del ejército de Pompeyo y su huida forzada a Tiro. Dada su estrecha relación con los ptolomeos, Pompeyo finalmente decidió refugiarse en Egipto, donde podría reponer sus fuerzas. Sin embargo los consejeros de Ptolomeo XIII temían la posibilidad de que Pompeyo usara a Egipto como base en una prolongada guerra civil romana, y querían asegurarse de que ninguno de los gabiniani abandonara su campaña contra Cleopatra para unirse a las fuerzas de Pompeyo. En una conspiración ideada por Teodoto, consejero de Ptolomeo, Pompeyo llegó en barco cerca de Pelusio tras ser invitado mediante un mensaje escrito, solo para ser emboscado y apuñalado hasta matarlo el 28 de septiembre de 48 a. C. Ptolomeo XIII creyó que así había demostrado su poder y al mismo tiempo reducir la tensión haciendo que la cabeza de Pompeyo, cortada y embalsamada, se enviara a César, quien llegó a Alejandría a principios de octubre y se estableció en el palacio real. Teodoto le presentó a César la cabeza embalsamada de su yerno Pompeyo, que César recuperó y decidió enterrar adecuadamente en la costa de Alejandría. César mostró pena e indignación por el asesinato de Pompeyo y pidió a Ptolomeo XIII y a Cleopatra que disolvieran sus fuerzas y se reconciliaran.

## Relación con Julio César

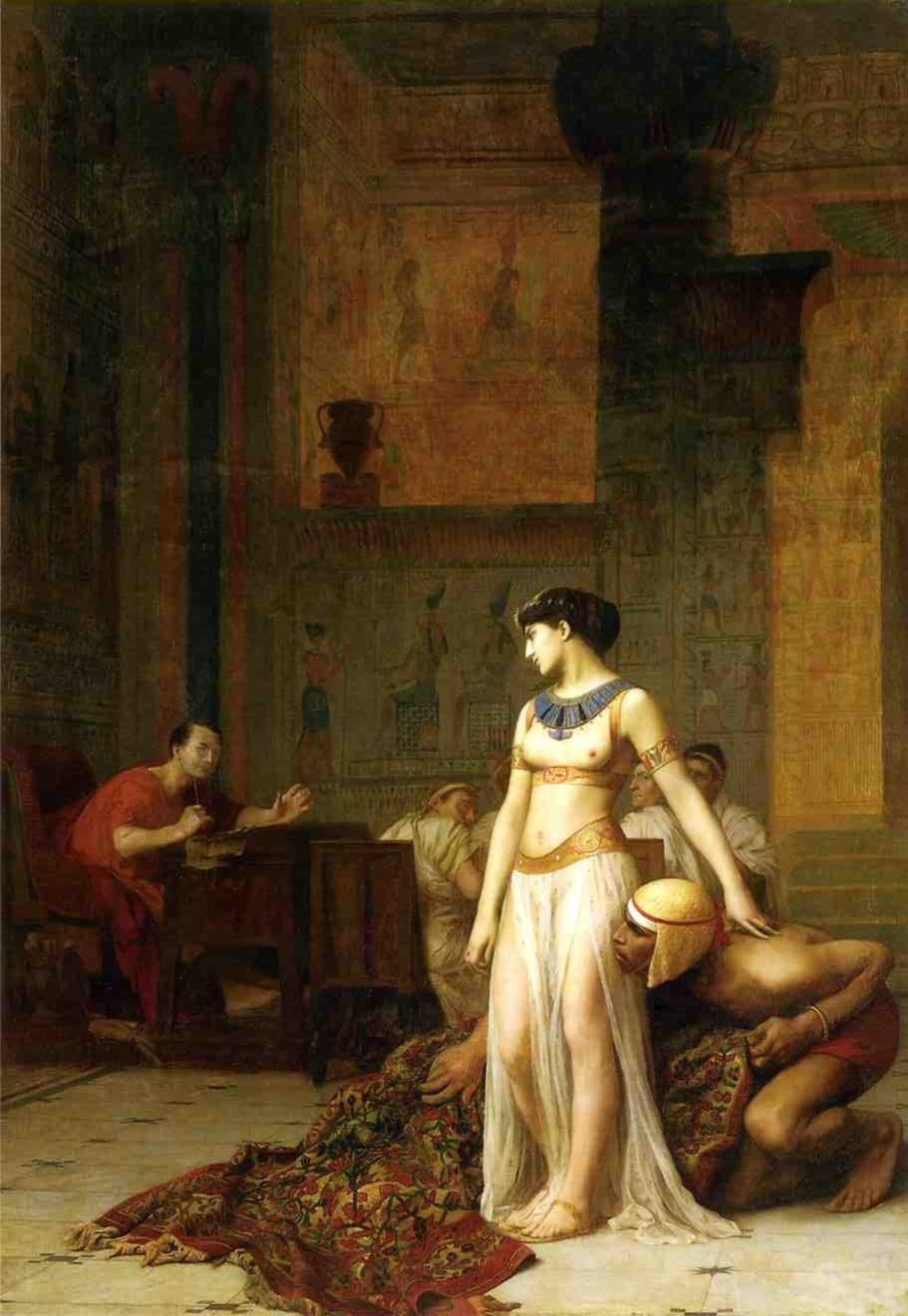
Cleopatra y César (1866), por Jean-Léon Gérôme.

La petición de César de un reembolso parcial de los 17,5 millones de dracmas adeudados a Roma (para pagar sus gastos militares inmediatos) fue atendida con una respuesta de Potino indicando que se haría más adelante si César dejaba Alejandría, pero esta oferta fue rechazada. Ptolomeo XIII llegó a Alejandría al frente de su ejército, en claro desafío a la exigencia de César de disolver y abandonar su ejército antes de su llegada. Cleopatra envió emisarios ante César, que supuestamente le dijeron que era proclive a tener aventuras con mujeres de la realeza, por lo que finalmente decidió ir a Alejandría a verlo personalmente. El historiador romano Dion Casio indica que lo hizo sin informar a su hermano, se vistió de para parecer lo más hermosa posible y lo cautivó con su ingenio y habilidad oratoria. El historiador griego Plutarco proporciona un relato completamente diferente y tal vez imaginario que afirma que fue envuelta en un colchón para entrar oculta en el palacio y encontrarse con César.
Cuando Ptolomeo XIII supo que su hermana estaba en el palacio con César en lugar de en Pelusio, intentó levantar a la población de Alejandría en un motín, pero fue arrestado por César, quien usó sus habilidades oratorias para calmar a la frenética multitud congregada frente al palacio. Posteriormente llevó a Cleopatra y a su hermano ante el Consejo de Alejandría, donde César reveló el testamento escrito de Ptolomeo XII —que anteriormente tenía en su poder Pompeyo— donde los nombraba como sus coherederos. Más tarde César trató de alcanzar un acuerdo para que los otros dos hermanos, Arsínoe IV y Ptolomeo XIV, gobernaran juntos Chipre, eliminando así posibles rivales demandando el trono egipcio al tiempo que apaciguaba a los súbditos ptolemaicos aún amargados por la pérdida de Chipre ante los romanos en 58 a. C.

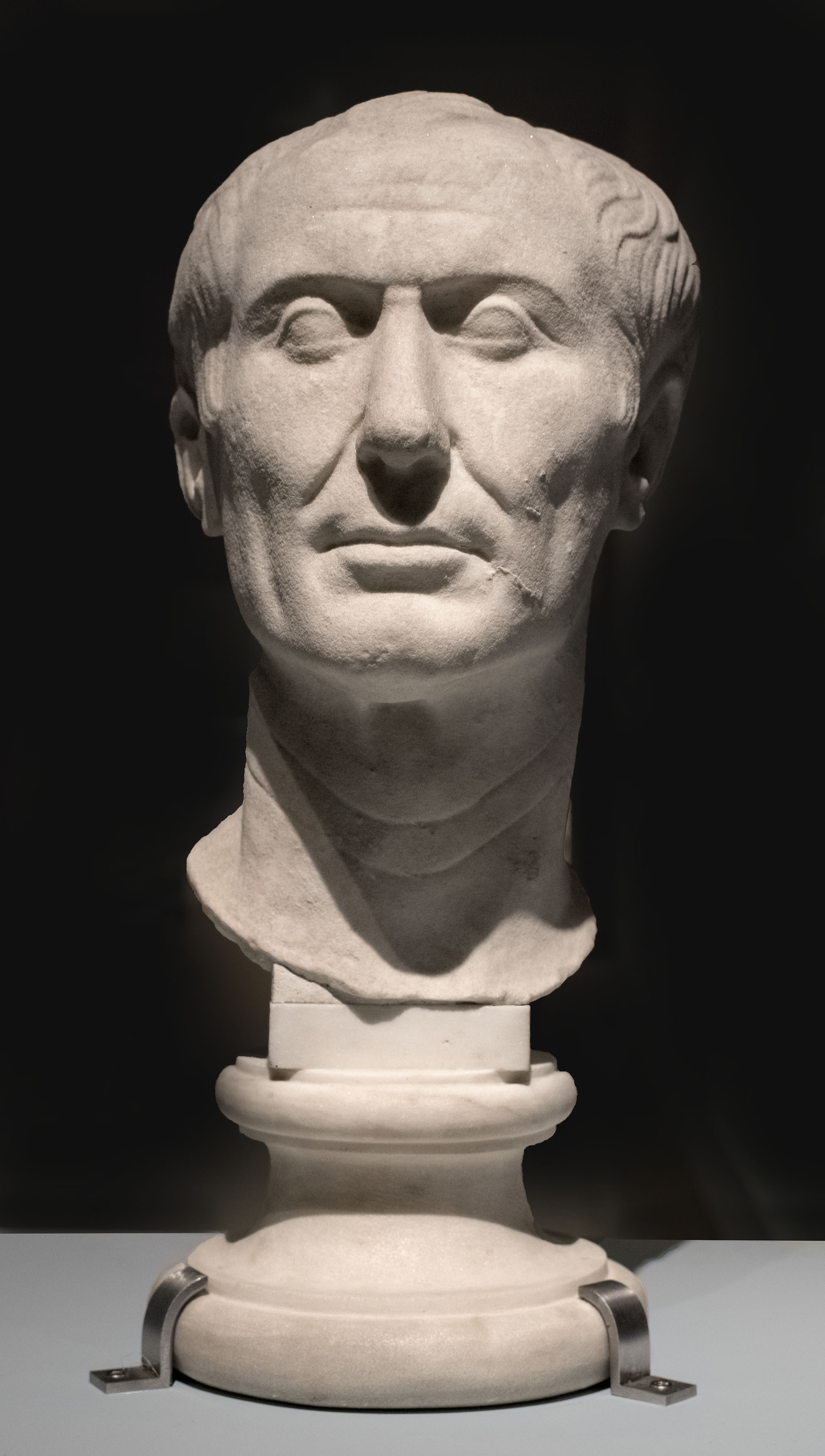
Busto contemporáneo de Julio César; Museo Arqueológico de Turín, Italia.

Considerando que este acuerdo favorecía a Cleopatra más que a Ptolomeo XIII y que el ejército de 20 000 soldados de este último, incluidos los gabiniani, podría derrotar al de César de 4000 tropas sin apoyo, Potino decidió que Aquilas condujera sus fuerzas a Alejandría para atacar a César y Cleopatra. El asedio del palacio mantuvo a César y Cleopatra atrapados en su interior hasta el año siguiente, el 47 a. C.; durante el asesio la quema de barcos por parte de César en el puerto propagó incendios y posiblemente quemó parte de la Biblioteca de Alejandría. Cuando César hizo prisionero a Potino y lo ejecutó tras abortar un complot de este para asesinarlo, Arsínoe IV unió sus fuerzas con Aquilas y fue declarada reina; poco después su tutor Ganímedes mató a Aquilas y tomó su puesto como comandante de su ejército. Entonces Ganímedes engañó a César solicitando la presencia del cautivo Ptolomeo XIII como negociador, solo para que se uniera al ejército de Arsínoe IV. Como estaba familiarizado con el palacio, Ganímedes bombeó agua de mar a los depósitos de agua a través de tuberías, pero Cleopatra y César lo contrarrestaron ordenando la construcción de pozos de agua dulce.
En algún momento entre enero y marzo de 47 a. C. llegaron los refuerzos de César, incluidos los comandados por Mitrídates de Pérgamo y Antípatro de Idumea, quien recibió la ciudadanía romana por su oportuna ayuda, un estatus que heredaría su hijo Herodes el Grande. Ptolomeo y Arsínoe retiraron sus fuerzas al Nilo, donde César los atacó. Ptolomeo intentó huir en un bote, pero volcó y se ahogó; su cuerpo fue encontrado más tarde entre el barro. Ganímedes quizás murió en la batalla, a Teodoto lo encontró en Asia años después Marco Junio Bruto y fue ejecutado, mientras que Arsínoe fue ostentosamente exhibida en el triunfo celebrado por César en Roma antes de ser exiliada al Templo de Artemisa en Éfeso. Cleopatra se mantuvo llamativamente ausente de estos eventos y permaneció en el palacio, muy probablemente porque estaba embarazada del hijo de César, quizás desde septiembre de 47 a. C. Cesarión, el hijo de Cleopatra, supuestamente con César, nació el 23 de junio de 47 a. C. y originalmente recibió el nombre de «Faraón César», como se conserva en una estela en el serapeum de Menfis. César y Cleopatra probablemente visitaron justos la tumba de Alejandro Magno. César también se encargó de enterrar adecuadamente la cabeza embalsamada de Pompeyo en una tumba cerca del muro oriental de Alejandría.
El mandato de César como cónsul había expirado a finales del año 48 a. C., pero su oficial Marco Antonio, que había regresado hacía poco a Roma después de la batalla de Farsalia, ayudó a conseguir la elección de César como dictador, un proceso que duró un año, hasta octubre del 47 a. C. y que le otorgó a César la autoridad legal para resolver la disputa dinástica en Egipto. Preocupado por repetir el error de Berenice IV por el hecho de tener una monarca mujer que gobernara sola, César nombró a Ptolomeo XIV, de 12 años de edad, como gobernante conjunto de Cleopatra VII, de 22 años de edad, mediante la celebración de un matrimonio nominal entre hermanos, aunque Cleopatra siguió conviviendo en privado con César. Se desconoce la fecha exacta en la que Chipre fue restituida a su control, aunque hay constancia de que ya tenía un gobernador allí en el año 42 a. C.
Antes de regresar a Roma para atender asuntos políticos urgentes, se cree que César realizó un crucero por el Nilo con Cleopatra para visitar los monumentos egipcios, aunque puede tratarse de un relato romántico que refleja las tendencias posteriores del proletariado romano y no un hecho histórico real. El historiador Suetonio ofreció considerables detalles sobre el viaje, como la utilización de la Thalamegos, la gran embarcación de recreo construida por Ptolomeo IV, que durante su reinado medía 91 m de longitud y 24 de altura y estaba equipada con comedores, camarotes de lujo, santuarios sagrados y paseos a lo largo de sus dos cubiertas, un auténtico palacio flotante. Cleopatra supuestamente utilizó de nuevo la Thalamegos años después para navegar hasta el cuartel general provisional de Marco Antonio en Tarso. Es casi seguro que su diseño influyó en los últimos barcos de Nemi romanos. César podría haber tenido interés en el crucero por el Nilo debido a su fascinación por la geografía; estaba versado en las obras de Eratóstenes y Piteas y tal vez quiso descubrir la fuente del río, pero parece que sus tropas exigieron su regreso antes de llegar a Etiopía.

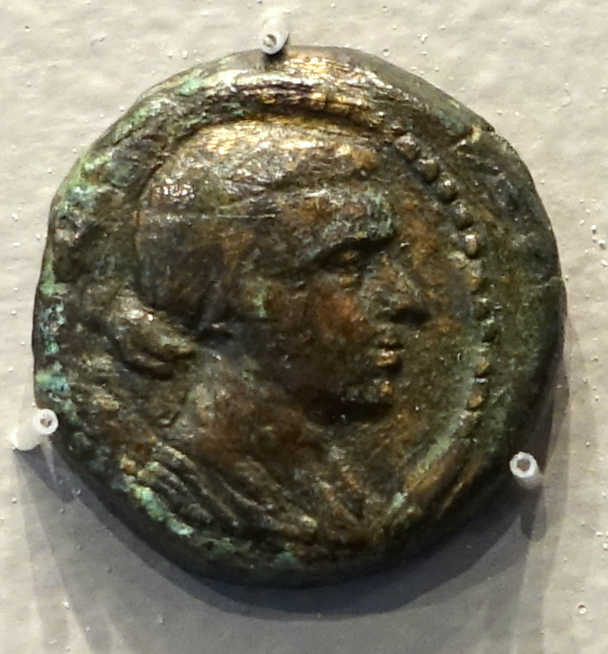
Moneda con el busto de Cleopatra VII en el anverso, acuñada en Alejandría, 51-31 a. C.

César partió de Egipto alrededor del 47 de abril a. C. Se suponía que la razón de su partida era que Farnaces II del Ponto, hijo de Mitrídates el Grande, estaba causando problemas a Roma en Anatolia y era preciso afrontarlo. Es posible, sin embargo, que César, casado con la prominente noble romana Calpurnia, quisiera evitar ser visto junto con Cleopatra cuando diera a luz a su hijo. Dejó tres legiones en Egipto, que después aumentó a cuatro, bajo el mando del liberto Rufio, para asegurar la débil posición de Cleopatra, aunque quizás también para mantener sus actividades bajo control.
El hijo de Cleopatra, supuestamente con César, nació el 23 de junio de 47 a. C. y originalmente recibió el nombre de «Faraón César», como se indica en una estela en el serapeum de Menfis, aunque los alejandrinos prefirieron el patronímico Cesarión. Tal vez debido a su matrimonio sin hijos con Calpurnia, César mantuvo silencio público acerca de Cesarión. Hay pruebas contradictorias de que públicamente negó ser su padre, pero en privado lo aceptó como su hijo. En cambio Cleopatra hizo repetidas declaraciones oficiales sobre la filiación de Cesarión, con César como padre. También construyó un templo caesareum cerca del puerto de Alejandría dedicado a su culto.
Cleopatra y su cogobernante nominal, Ptolomeo XIV, visitaron Roma en algún momento a finales del año 46 a. C., presumiblemente sin Cesarión, y se les dio alojamiento en la villa de César situada en el Horti Caesaris. Al igual que a su padre Ptolomeo XII, César otorgó a Cleopatra y Ptolomeo XIV el estatus legal de «amigo y aliado del pueblo romano» (en latín: socius et amicus populi Romani), de hecho, gobernantes vasallos leales a Roma. Entre los distinguidos visitantes de Cleopatra en la villa de César, al otro lado del Tíber, estuvo el senador Cicerón, quien la encontró arrogante, especialmente después de que uno de sus asesores no le proporcionó unos libros solicitados de la Biblioteca de Alejandría. Sosígenes de Alejandría, uno de los miembros de la corte de Cleopatra, ayudó a César en los cálculos del nuevo calendario juliano, que entró en vigor en todo el orbe romano el 1 de enero del año 45 a. C. El templo de Venus Genetrix, construido en el foro de César el 25 de septiembre de 46 a. C., contenía una estatua de oro de Cleopatra (donde estuvo al menos hasta el siglo III d. C.), asociando directamente a la madre del hijo de César con la diosa Venus, madre de los romanos; de forma sutil, la estatua también unía a la diosa egipcia Isis con la religión romana. Puede que César tuviera planes de construir un templo dedicado a Isis en Roma, como lo aprobó el Senado un año después de su muerte.
La egiptóloga británica Juann Fletcher afirma que no está claro si Cleopatra permaneció en Roma hasta el año 44 a. C. o si regresó brevemente a Egipto cuando César viajó a Hispania en noviembre del 46 a. C. para librar una guerra contra los hijos de Pompeyo. Dado que Cleopatra también estuvo presente en la ciudad en el año 44 a. C. durante el asesinato de César, no se puede saber si esto fue un solo viaje de dos años de duración a Roma o dos visitas separadas, esto último es más probable según Duane W. Roller. La presencia de Cleopatra en Roma muy probablemente tuvo consecuencias en los eventos de las lupercales celebradas un mes antes del asesinato de César; Marco Antonio intentó colocar una diadema real en la cabeza de César, que este rechazó en lo que probablemente fue una escenificación organizada, tal vez para calibrar el estado de ánimo del público romano sobre la aceptación de una monarquía al estilo helenístico. Cicerón, que estaba presente en el festival, preguntó burlonamente de dónde provenía la diadema, una referencia obvia a la reina ptolemaica a la que aborrecía.
César fue asesinado en el idus de marzo de 44 a. C., pero Cleopatra permaneció en Roma hasta mediados de abril, con la vana esperanza de que Cesarión fuera reconocido como el heredero de César. Sin embargo en su testamento nombró a su sobrino nieto Octavio como principal heredero, quien llegó a Italia en la misma época en que Cleopatra decidió partir hacia Egipto. Unos meses más tarde, Cleopatra hizo que Ptolomeo XIV muriera envenenado y proclamó corregente a su hijo Cesarión.

## Cleopatra en la guerra civil de losliberatores

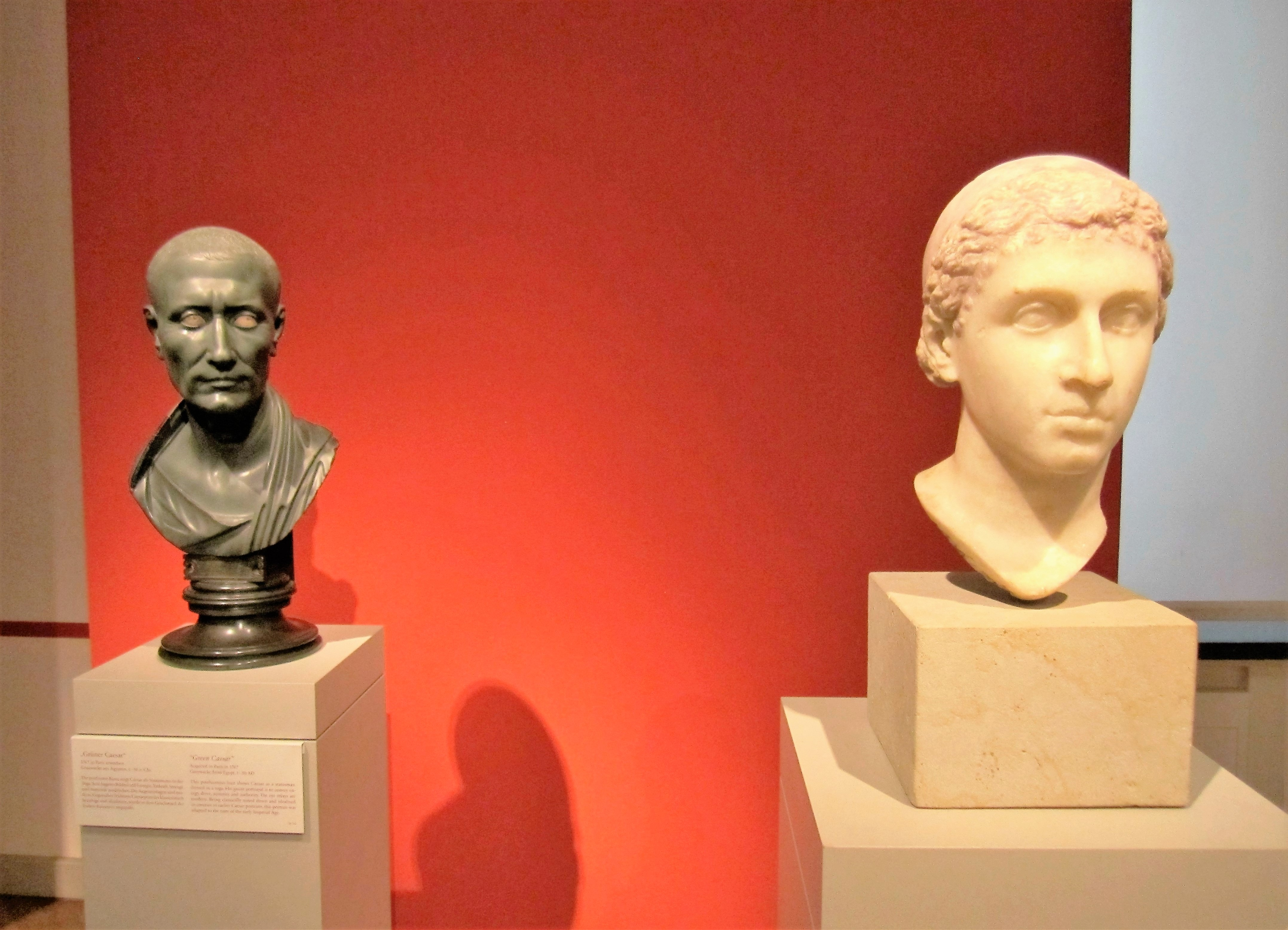
Busto romano en basanita de Julio César (izquierda) y otro en mármol de Cleopatra (derecha) luciendo diadema real, de mediados del siglo I a. C., descubierto en una villa situada en la Vía Apia, hoy expuesto el Altes Museum de Berlín.

Octavio, Antonio y Lépido formaron el Segundo Triunvirato en el año 43 a. C., en el que fueron elegidos por un período de cinco años para restaurar el orden en la República y llevar ante la justicia a los asesinos de César (autoproclamados los liberatores). Cleopatra recibió mensajes tanto de Cayo Casio Longino, uno de los asesinos, como de Publio Cornelio Dolabela, procónsul de Siria y partidario de César, solicitando ayuda militar. Decidió escribir a Casio con una excusa diciéndole que su reino se enfrentaba a demasiados problemas internos, al tiempo que enviaba a Dolabela las cuatro legiones que César había dejado en Egipto. Sin embargo, estas tropas fueron capturadas por Casio en Palestina. Mientras, Serapion, el strategos en Chipre de Cleopatra, desertó y se unió a Casio y le proporcionó barcos, por lo que Cleopatra llevó su propia flota a Grecia para ayudar personalmente a Octavio y Antonio, pero sus barcos resultaron gravemente dañados en una tormenta mediterránea y llegó demasiado tarde para participar en el lucha. En el otoño de 42 a. C., Antonio derrotó a las fuerzas de los asesinos de César en la batalla de Filipos en Grecia, lo que llevó al suicidio de Casio y Bruto.
A finales del 42 a. C., Octavio se había hecho con el control de gran parte de la mitad occidental de la República Romana y Antonio de la mitad oriental, con Lépido en gran medida marginado. En el verano de 41 a. C., Antonio estableció su cuartel general en Tarso, en Anatolia, en el verano de 41 a. C. y convocó a Cleopatra en varias cartas, que ella rechazó hasta que el enviado de Antonio, Quinto Delio, la convenció para que fuera a verlo. La reunión le permitiría a Cleopatra aclarar la idea errónea de que ella había apoyado a Casio durante la guerra civil y abordar los intercambios territoriales en el Levante mediterráneo, pero sin duda Antonio también deseaba establecer una relación personal y romántica con la reina.
Cleopatra navegó por el río Kydnos hasta Tarso en la Thalamegos, hospedando a Antonio y sus oficiales durante dos noches con lujosos banquetes a bordo del barco; Antonio intentó devolver el favor en la tercera noche con su propio banquete, aunque mucho menos lujoso. Cleopatra se presentó como la diosa egipcia Isis con la apariencia de la diosa griega Afrodita cuando conoció a su divino esposo Osiris en la forma del dios griego Dioniso, a quien los sacerdotes del Templo de Artemisa en Éfeso habían asociado con Antonio antes de esta reunión con Cleopatra. Algunas monedas de Cleopatra que se conservan también la representan como Venus-Afrodita. Cleopatra logró dejar limpio su nombre como supuesta partidaria de Casio, argumentando que realmente había intentado ayudar a Dolabela en Siria. También convenció a Antonio para que trajeran a su hermana Arsínoe IV desde su exilio en Éfeso y la ejecutaran. Serapio, su antiguo strategos en Chipre, que se había rebelado contra ella unido a Casio, fue encontrado en Tiro y entregado a Cleopatra para ser ejecutado.

## Relación con Marco Antonio

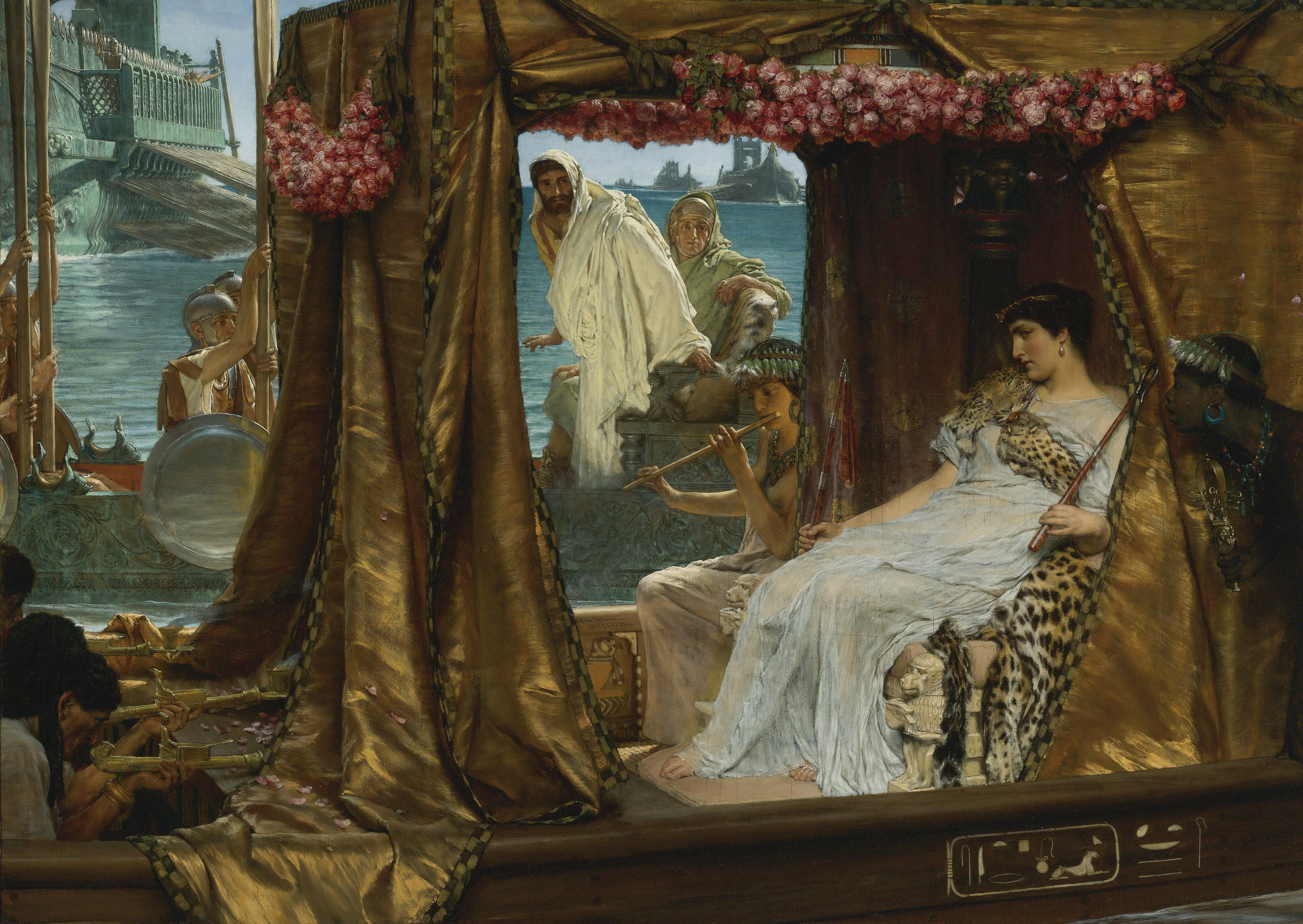
Antonio y Cleopatra, por Lawrence Alma-Tadema.

Cleopatra invitó a Marco Antonio a venir a Egipto antes de partir de Tarso, lo que llevó a Antonio a visitar Alejandría en noviembre de 41 a. C. Fue bien recibido por el pueblo de Alejandría, tanto por sus acciones heroicas durante la restauración de Ptolomeo XII al poder como por llegar a Egipto sin unas fuerzas de ocupación como había hecho César. En Egipto Antonio continuó disfrutando del lujoso estilo de vida regio que había presenciado a bordo del barco de Cleopatra atracado en Tarso. También hizo que sus subordinados, como Publio Ventidio Baso, expulsaran a los partos de Anatolia y Siria.
A diferencia de la mayoría de las reinas de la antigüedad, que generalmente estaban casadas durante su mandato, Cleopatra reinó durante la mayor parte de sus 22 años como monarca única, con corregentes tan solo nominales y un posible matrimonio con Antonio ya al final de su vida. Tener a Cesarión como su único heredero supuso tanto beneficios como peligros. Tener a Cesarión como su único heredero supuso tanto beneficios como riesgos.  Una muerte repentina podría extinguir la dinastía, pero la rivalidad con otros hermanos y herederos potenciales también podría significar su caída. Cleopatra escogió cuidadosamente a Antonio como su compañero para dar a luz más herederos, ya que estaba considerado como la figura romana más poderosa tras del fallecimiento de César. Con sus poderes como triunviro, Antonio también disponía de amplia autoridad para restaurarle a Cleopatra antiguas tierras ptolemaicas, que ahora estaban en manos romanas. Si bien está claro que tanto Cilicia como Chipre estaban bajo el control de Cleopatra el 19 de noviembre de 38 a. C., con una mención de su gobernador Diógenes, administrador de ambos territorios, la transferencia probablemente ocurrió antes, en el invierno de 41-40 a. C., durante el tiempo que pasó con Antonio. Plutarco afirmó que Cleopatra jugaba a los dados, bebía alcohol, cazaba animales silvestres y participaba en ejercicios militares con Antonio. Estas actividades masculinas no la hicieron muy apreciada por los autores romanos posteriores, pero demostraban la estrecha relación que mantenía con su pareja romana.
En la primavera del año 40 a. C, Antonio salió de Egipto debido a problemas en Siria, donde su gobernador Lucio Decidio Saxa fue asesinado y su ejército tomado por Quinto Labieno, un antiguo oficial de Casio que ahora servía al Imperio parto. Cleopatra le proporcionó 200 naves para su campaña y como pago por sus territorios recién repuestos. No volvería a ver a Antonio hasta tres años después, pero mantuvieron correspondencia y hay documentos sugieren que mantuvo a un espía en su campamento. Hacia finales del año 40 a. C., Cleopatra dio a luz gemelos, Alejandro Helios y Cleopatra Selene II, a quienes Antonio reconoció como sus hijos. Helios (en griego: Ἥλιος) 'el sol' y Selene (Σελήνη) 'la luna', simbolizaban una nueva era de rejuvenecimiento social, así como una indicación de que Cleopatra esperaba que Antonio repitiera las hazañas de Alejandro el Grande conquistando a los partos.

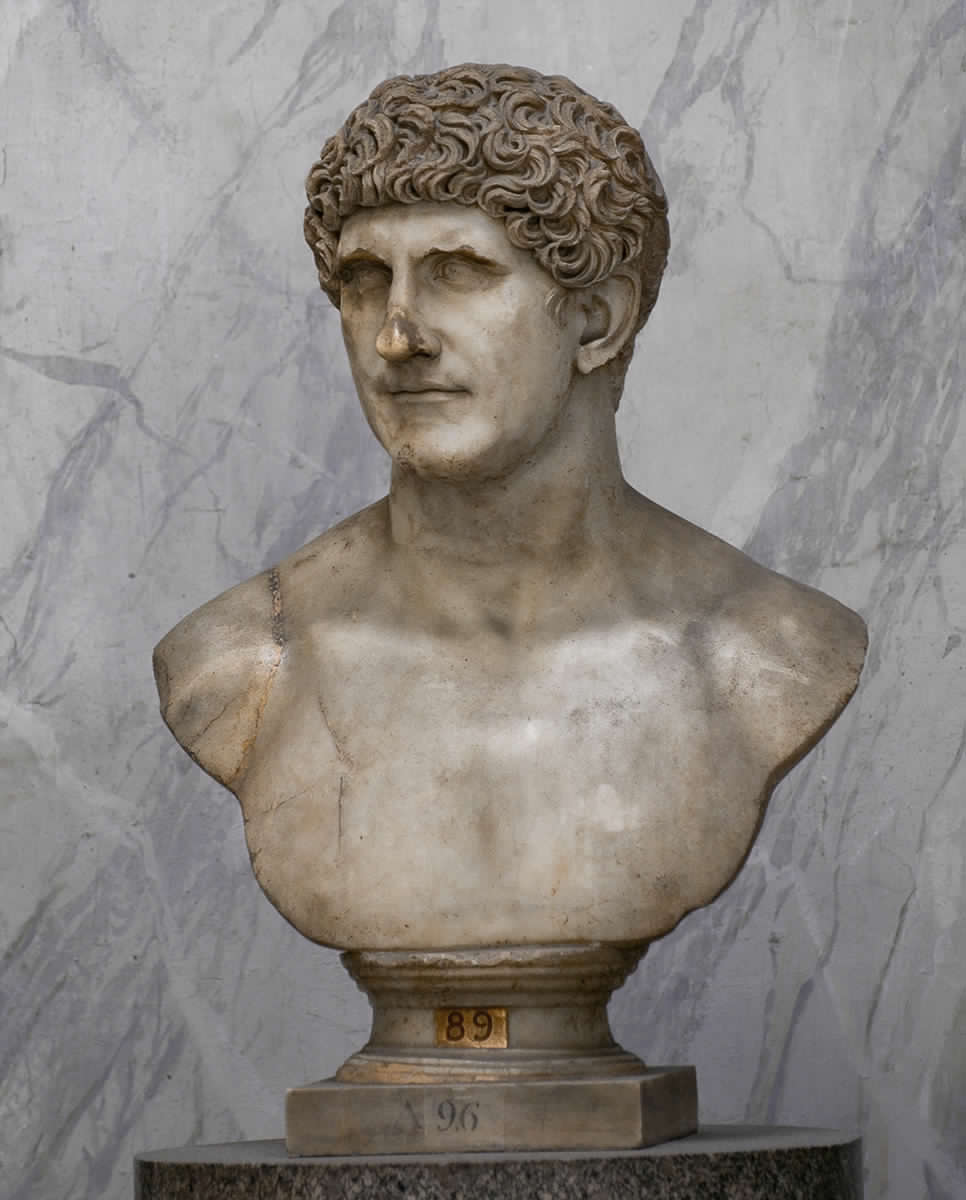
Busto romano del cónsul y triunviro Marco Antonio, expuesto en los Museos Vaticanos.

La campaña parta de Marco Antonio en el este se vio interrumpida por los acontecimientos de la guerra de Perusia (41-40 a. C.), iniciada por su ambiciosa esposa Fulvia contra Octavio con la esperanza de convertir a su marido en el líder indiscutible de Roma. Aunque se ha sugerido que Fulvia con esta acción también pretendía separar a Antonio de Cleopatra, es poco probable porque el conflicto ya se había iniciado en Italia incluso antes de que Cleopatra se encontrara con Antonio en Tarso. Fulvia y Lucio Antonio, el hermano de Marco Antonio, finalmente fueron asediados por Octavio en Perusia (en la actualidad Perugia) y luego exiliados de Italia, tras lo cual ella murió en Sición en Grecia mientras intentaba llegar hasta Antonio. Su repentina muerte condujo a la reconciliación de Octavio y Antonio en Brundisium (hoy Bríndisi) en septiembre de 40 a. C.; aunque este acuerdo consolidó el control de Antonio sobre los territorios de la república romana al este del mar Jónico, también estipuló que cediera Italia, Hispania y la Galia y se casara con la hermana de Octavio, Octavia la Menor, una potencial rival para Cleopatra.
En diciembre del 40 a. C., Cleopatra recibió a Herodes en Alejandría como un huésped y refugiado inesperado que huía de una situación turbulenta en Judea. Antonio lo había establecido allí como tetrarca, pero pronto estuvo en desacuerdo con Antígono II Matatías, de la antigua dinastía de los Asmoneos, que había encarcelado al hermano y compañero tetrarca de Herodes, Fasael, que fue ejecutado cuando Herodes huyó hacia la corte de Cleopatra. Cleopatra intentó concederle una asignación militar, pero Herodes la rechazó y viajó a Roma, en donde los triunviros Octavio y Antonio lo nombraron rey de Judea. Este acto puso a Herodes en una trayectoria de colisión con Cleopatra, que deseaba recuperar los antiguos territorios ptolemaicos que formaban parte de su nuevo reino.
La relación entre Antonio y Cleopatra quizás se resintió cuando no solo se casó con Octavia, sino que, después de trasladar su cuartel general a Atenas, también tuvo dos hijos con ella, Antonia la Mayor en 39 a. C. y Antonia la Menor en el 36 a. C. Sin embargo, la posición de Cleopatra en Egipto estaba asegurada. Su rival Herodes estaba ocupado con una guerra civil en Judea que requería una considerable ayuda militar romana, pero no recibió ninguna de Cleopatra. Puesto que la autoridad de Antonio y Octavio como triunviros había expirado el 1 de enero de 37 a. C., Octavia organizó una reunión en Tarentum, donde el triunvirato se prolongó oficialmente hasta el año 33 a. C. Con dos legiones otorgadas por Octavio y mil soldados cedidos por Octavia, Antonio viajó a Antioquía, donde hizo los preparativos para la guerra contra los partos.
Antonio convocó a Cleopatra a Antioquía para discutir asuntos urgentes, como el reino de Herodes y el apoyo financiero para su campaña de Partia. Cleopatra llevó a sus gemelos de tres años a Antioquía, donde Antonio los vio por primera vez y donde probablemente recibieron por primera vez sus apellidos Helios y Selene como parte de los ambiciosos planes de Antonio y Cleopatra para el futuro. Para estabilizar el este, Antonio no solo amplió los dominios de Cleopatra, sino que también estableció nuevas dinastías gobernantes y gobiernos cliente que le serían leales, aunque al final durarían más que él. Entre estos gobernantes de Estado cliente nombrados por Antonio estaban Herodes, Amintas de Galacia, Polemón I de Ponto y Arquelao de Capadocia.

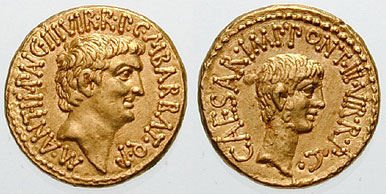
Áureos romanos con los retratos de Marco Antonio (izquierda) y Octavio (derecha), emitidos en 41 a. C. para celebrar el establecimiento del Segundo Triunvirato por Octavio, Antonio y Lépido en 43 a. C.

Con este acuerdo Cleopatra ganó importantes antiguos territorios ptolemaicos en el Levante mediterráneo, incluidos casi todos los de Fenicia (Líbano) menos Tiro y Sidón, que continuaron en manos romanas. También recibió Ptolemais Akko (hoy Acre, Israel), una ciudad que fue establecida por Ptolomeo II. Dadas sus relaciones ancestrales con los seléucidas, se le otorgó la región de Celesiria a lo largo de la parte superior del río Orontes. Incluso se le otorgó la región circundante de Jericó en Palestina, pero le cedió este territorio a Herodes. A expensas del rey nabateo Malicos I (primo de Herodes), Cleopatra también recibió una porción del reino nabateo en torno al golfo de Áqaba en el mar Rojo, incluida Ailana (hoy Áqaba, Jordania). Al oeste le concedió Cirene a lo largo de la costa libia, así como Itano y Olunte en la Creta romana. Aunque su control era nominal, ya que todavía estaban administrados por funcionarios romanos, estos territorios enriquecieron su reino y la llevaron a declarar la instauración de una nueva era acuñando una doble fecha en sus monedas en el 36 a. C.
La expansión del reino ptolemaico por parte de Antonio mediante la renuncia a territorios directamente controlados por los romanos fue explotada por su rival Octavio, quien aprovechó el sentimiento público en Roma en contra del fortalecimiento de una reina extranjera a expensas de su República. Octavio fomentó la versión de que Antonio estaba descuidando a su virtuosa esposa romana Octavia, concediéndole tanto a ella como a Livia Drusila, su propia esposa, privilegios extraordinarios de sacrosantidad. Unos 50 años antes, Cornelia, hija de Escipión el Africano, madre de los reformistas Tiberio y Cayo Sempronio Graco y enamorada de Ptolomeo VIII, el abuelo de Cleopatra, había sido la primera mujer romana en tener una estatua en vida dedicada a ella. Ahora la seguían Octavia y Livia, cuyas estatuas probablemente fueron erigidas en el foro de César para rivalizar con las de Cleopatra, erigidas por César.

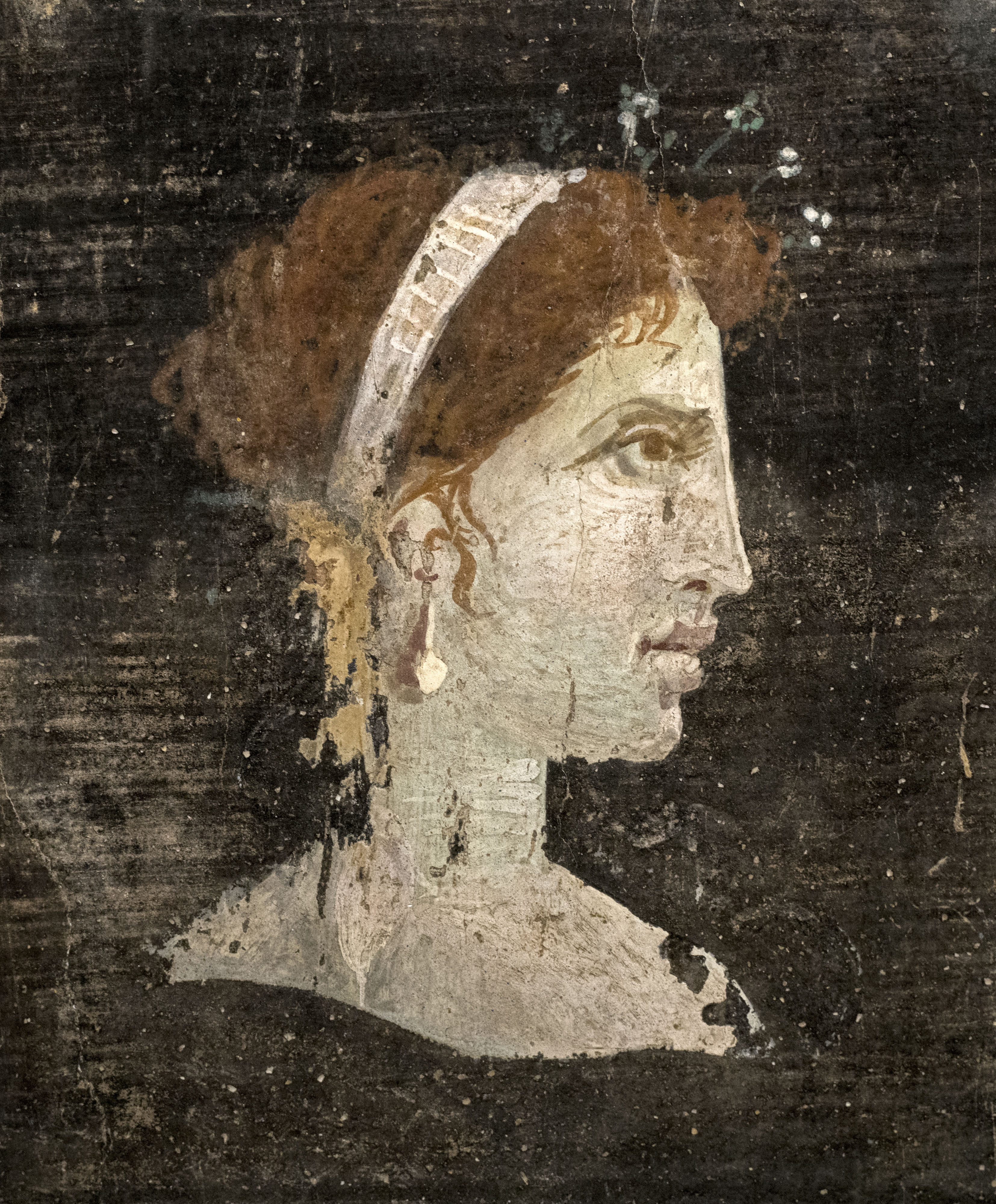
Posiblemente un retrato póstumo de Cleopatra con el pelo rojo y sus facciones distintivas, con una diadema real y horquillas con incrustaciones de perlas, encontrado en Herculano, siglo I d. C.

En 36 a. C., Cleopatra acompañó a Antonio al río Éufrates, quizás hasta Seleucia de Zeugma, en la primera etapa de su viaje para invadir el imperio parto. Luego recorrió algunos de sus nuevos territorios. Pasó por Damasco y entró en las tierras de Herodes, quien la acompañó en opulentas condiciones de regreso a la ciudad fronteriza egipcia de Pelusio. Luego regresó a Egipto, probablemente debido a su avanzado estado de gestación. En el verano del 36 a. C. dio a luz a Ptolomeo Filadelfo, su segundo hijo varón con Antonio; le puso el mismo nombre que el segundo monarca de la dinastía ptolemaica, casi con toda seguridad signo de la pretensión de Cleopatra de la restauración del reino a su antigua gloria.
La campaña de Antonio en Partia en el 36 a. C. se convirtió en una completa debacle por diversas razones, como el clima extremo, la propagación de enfermedades y en particular la traición de Artavasdes II de Armenia, que desertó al lado parto. Tras perder unos 30 000 hombres, más que Craso en Carras (una indignidad que había esperado vengar), Antonio finalmente llegó a Leukokome cerca de Berytus (actual Beirut, Líbano) en diciembre, bebiendo en exceso antes de que Cleopatra llegara para suministrar fondos y vestimenta a sus maltrechas tropas. Octavia se ofreció a cederle más hombres para otra incursión, pero Antonio deseaba evitar los peligros y escollos políticos de regresar a Roma, así que viajó con Cleopatra a Alejandría para ver a su hijo recién nacido.

## Donaciones de Alejandría
Mientras Marco Antonio se preparaba para otra expedición contra los partos en 35 a. C., esta vez dirigida contra su aliada Armenia, Octavia viajó a Atenas con 2000 soldados supuestamente en apoyo de Antonio, pero muy probablemente siguiendo un plan ideado por Octavio para avergonzarlo por sus pérdidas militares. Antonio recibió estas tropas y le dijo a Octavia que no se desviara al este de Atenas mientras él y Cleopatra viajaban juntos a Antioquía, pero solo para luego abandonar repentina e inexplicablemente la campaña militar y regresar a Alejandría. Cuando Octavia regresó a Roma, Octavio presentó a su hermana como una víctima agraviada por Antonio, aunque ella se negó a abandonar la casa de Antonio. La confianza de Octavio fue en aumento a medida que eliminaba a sus rivales en el oeste, entre ellos Sexto Pompeyo e incluso a Lépido, el tercer miembro del triunvirato, que fue puesto bajo arresto domiciliario tras rebelarse contra Octavio en Sicilia.

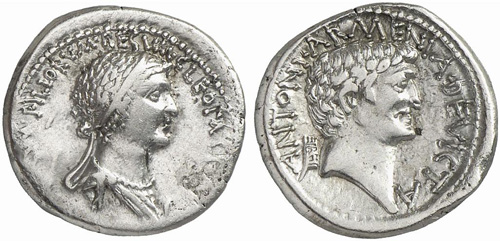
Un denario acuñado en 32 a. C.; en el anverso hay un retrato de Cleopatra con diadema, con la inscripción latina «CLEOPATRA[E REGINAE REGVM]FILIORVM REGVM», y en el reverso uno de Marco Antonio con la inscripción «ANTONI ARMENIA DEVICTA».

Antonio envió a Quinto Delio como embajador ante Artavasdes II de Armenia en 34 a. C. para negociar una posible alianza matrimonial entre la hija del rey armenio y Alejandro Helios, hijo de Antonio y Cleopatra. Al haber rechazado la propuesta, Antonio se dirigió con su ejército a Armenia, derrotó a sus tropas y capturó al rey y a la familia real armenia y los llevó a Alejandría, donde Antonio celebró un desfile militar imitando un triunfo romano, vestido de Dioniso y entrando en la ciudad en un carro para entregar los prisioneros reales a Cleopatra, que estaba sentada en un trono de oro sobre una tarima de plata. La noticia de este acontecimiento fue muy criticada en Roma por considerarlo de mal gusto y una perversión de los antiguos y tradicionales ritos y rituales romanos para disfrute de una reina egipcia y sus súbditos.
En un acto celebrado en el Gimnasio de la capital poco después de las celebraciones, Cleopatra se vistió como Isis y declaró que era «Reina de Reyes» y su hijo Cesarión, «Rey de Reyes», mientras que Alejandro Helios, vestido como un medo, fue declarado rey de Armenia, Media y Partia y Ptolomeo Filadelfo, de dos años de edad, vestido de gobernante grecomacedonio, fue declarado rey de Siria y Cilicia. Por su parte, Cleopatra Selene II recibió Creta y Cirene. Es posible que Antonio y Cleopatra se hubieran casado durante esta ceremonia, pero es difícil saberlo con certeza debido a la naturaleza controvertida, contradictoria y fragmentada de las fuentes primarias. Antonio envió un informe a Roma solicitando la ratificación de estas concesiones territoriales, hoy conocidas como las Donaciones de Alejandría. Octavio quería divulgarlo con fines políticos, pero los dos cónsules, ambos partidarios de Antonio, lo censuraron para que quedara al margen del dominio público. Antonio envió un informe a Roma solicitando la ratificación de estas concesiones territoriales, hoy conocidas como las «Donaciones de Alejandría». Octavio quería divulgarlo con fines políticos, pero los dos cónsules, ambos partidarios de Antonio, lo censuraron para que quedara al margen del dominio público.
A finales del 34 a. C., Antonio y Octavio se enfrentaron en una encarnizada guerra de propaganda que duraría años. Antonio afirmó que su rival había depuesto ilegalmente a Lépido del triunvirato, quedándose con sus tropas e impidiéndose a él reclutar tropas en Italia, mientras que Octavio acusó a Antonio de arrestar ilegalmente al rey de Armenia, casarse con Cleopatra a pesar de seguir casado con su hermana Octavia, y declarar ilícitamente a Cesarión como heredero de César en lugar de Octavio. La gran profusión de acusaciones y rumores vertidos durante esta guerra propagandística han dado forma a la imagen popular de Cleopatra desde la literatura de la época de Augusto hasta los diferentes medios de comunicación de la era moderna.

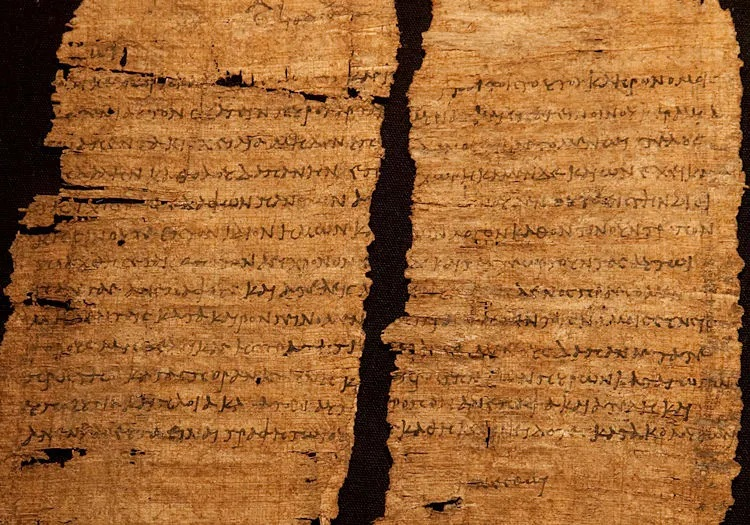
Un documento en papiro del 33 a. C. que tiene la firma de Cleopatra realizada por un funcionario, pero con «hágase» o «así sea» añadido en griego de puño y letra de la propia reina.

Además de las críticas por el extravagante modo de vida de Cleopatra y la corrupción del sencillo Antonio con su opulencia, algunos autores romanos dijeron que Cleopatra había recurrido a la brujería y hechicería; no solo jugaba con la idea de envenenar a muchos, incluido Antonio, sino que también tenía la intención de conquistar y castigar a la propia Roma y que era tan destructiva para la civilización como la Helena de Troya de Homero. Se consideraba que Antonio había perdido el juicio y que le lavaron el cerebro con los hechizos de Cleopatra. Los partidarios de Antonio contrarrestaron con relatos de la desenfrenada y promiscua vida sexual de Octavio, mientras que los grafitis parecían calumniar a ambos bandos de ser sexualmente obscenos. Cleopatra tenía un oráculo sibilino convenientemente planificado que decía que Roma sería castigada, pero que le seguirían la paz y la reconciliación en una época dorada liderada por la reina. En un relato de Lucio Munacio Planco, conservado en las Sátiras de Horacio, se dice que Cleopatra apostó que podía gastar 2,5 millones de dracmas en una noche y lo demostró sacando una perla, una de las más caras que se conocen, de uno de sus pendientes y la disolvió en vinagre durante una cena. La acusación de que Antonio había robado libros de la Biblioteca de Pérgamo para reabastecer la Biblioteca de Alejandría resultó ser una invención admitida por Cayo Calvisio Sabino, quien puede haber sido fuente de muchas otras calumnias a Antonio en apoyo a Octavio.
Un documento en papiro del 33 a. C., que posteriormente se utilizó para envolver una momia, contiene la firma de Cleopatra, probablemente escrita por un funcionario autorizado para firmar por ella. Tiene que ver con ciertas exenciones de impuestos en Egipto concedidas a Quinto Cecilio o Publio Canidio Craso, un antiguo cónsul romano y hombre de confianza de Antonio que comandaba sus fuerzas terrestres en Accio. Un texto con una escritura diferente en la parte inferior del papiro dice «hágase» o «así sea» —en griego antiguo: γινέσθωι, romanizado: ginésthōi—, que sin duda escrito de puño y letra por la propia reina, ya que era una práctica ptolemaica refrendar documentos para evitar falsificaciones.

## Batalla de Accio

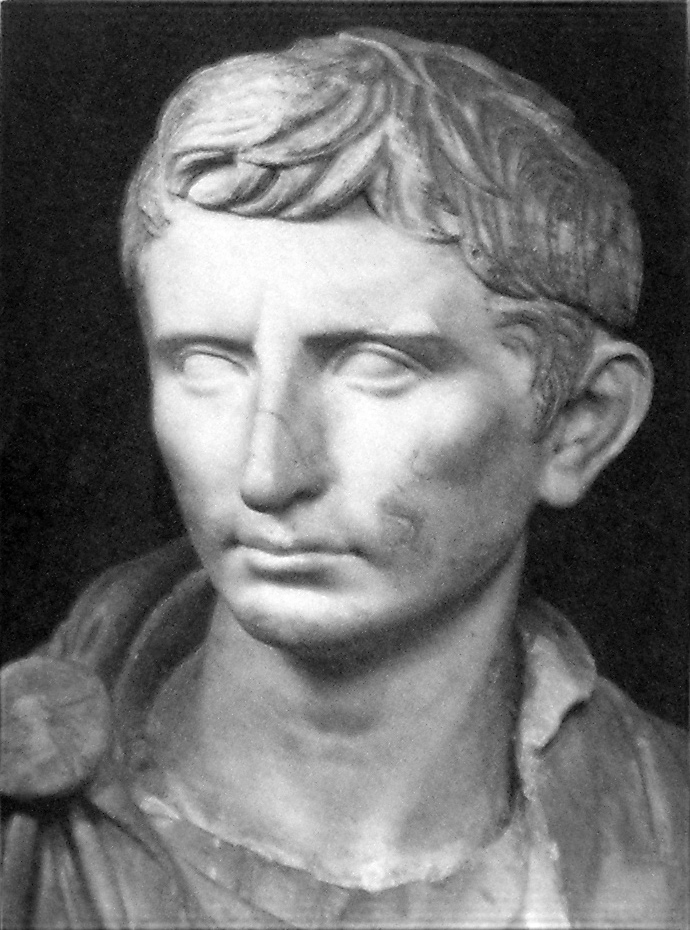
Estatua reconstruida de Augusto como joven Octavio, c. 30 a. C.

En un discurso ante el Senado romano el primer día de su nombramiento como cónsul el 1 de enero de 33 a. C., Octavio acusó a Antonio de intentar menoscabar las libertades romanas y su integridad territorial como esclavo de su reina oriental,  a quien dijo que se la habían cedido tierras que pertenecían legítimamente a los romanos. Antes de que el imperium conjunto de Antonio y Octavio expirara el 31 de diciembre del año 33 a. C., Antonio declaró a Cesarión como el verdadero heredero de Julio César en un intento de debilitar a Octavio. El 1 de enero de 32 a. C. fueron elegidos cónsules Cayo Sosio y Cneo Domicio Enobarbo, ambos partidarios de Antonio. El 1 de febrero de 32 a. C. Sosio pronunció un ardiente discurso condenando a Octavio, por entonces un ciudadano privado sin cargo público, y promulgó leyes en su contra. Durante la siguiente sesión del Senado, Octavio entró en la Cámara de Senadores con guardias armados e hizo sus propias acusaciones contra los cónsules. Intimidados por este acto, al día siguiente los cónsules y más de 200 senadores que todavía apoyaban a Antonio huyeron de Roma al día siguiente para reunirse con él. Antonio estableció su propio Senado contra-romano. Aunque ostentaba un cargo militar y su reputación seguía en gran medida intacta, Antonio seguía dependiendo en gran medida de Cleopatra para conseguir apoyo militar. Antonio y Cleopatra viajaron juntos a Éfeso en 32 a. C., donde ella le proporcionó 200 de los 800 navíos con los que contaba.
Enobarbo, temeroso de que la campaña de propaganda de Octavio se confirmase ante el pueblo, intentó persuadir a Antonio de que mantuviera al margen a Cleopatra de la campaña bélica contra Octavio. Sin embargo Publio Canidio Craso argumentó de que Cleopatra estaba financiando el esfuerzo bélico y que era un monarca competente. Cleopatra rechazó las peticiones de Antonio para que regresara a Egipto, por considerar que bloqueando a Octavio en Grecia podría defender más fácilmente a Egipto. Su insistencia en participar en la batalla por Grecia provocó las deserciones de notables romanos como Enobarbo y Lucio Munacio Planco.
Durante la primavera del 32 a. C. Antonio y Cleopatra viajaron a Samos y luego a Atenas, donde se cree que fue bin recibida. Persuadió a Antonio para que enviara a Octavia una declaración oficial de divorcio, lo que impulsó a Planco a aconsejar a Octavio que se apoderara del testamento de Antonio, en custodia de las Vestales. A pesar de ser una violación de principios sagrados y derechos legales, Octavio consiguió por la fuerza el documento del Templo de Vesta, convirtiéndolo en una poderosa herramienta en su guerra propagandística contra Antonio y Cleopatra. Octavio reveló partes de su testamento, destacando detalles como que Cesarión fue nombrado heredero de César, que las Donaciones de Alejandría eran legales, que Antonio debía ser enterrado junto a Cleopatra en Egipto en lugar de en Roma, o que Alejandría se convertiría en la nueva capital de la República romana. Como muestra de lealtad a Roma, Octavio decidió comenzar la construcción de su propio mausoleo en el Campo de Marte. La posición legal de Octavio también mejoró al ser elegido cónsul en el 31 a. C., reincorporándose a un cargo público. Con la voluntad de Antonio hecha pública, Octavio tenía ya su casus belli y Roma declaró la guerra a Cleopatra, no a Antonio. El argumento legal para la guerra se basaba no tanto en las adquisiciones territoriales de Cleopatra, con los antiguos territorios romanos gobernados por sus hijos con Antonio, sino más bien en el hecho de que ella estaba proporcionando apoyo militar a un ciudadano privado, ahora que la autoridad triunviral de Antonio había expirado. El deseo de Octavio de invadir Egipto también coincidió con su interés financiero de cobrar las cuantiosas deudas contraídas con César por el padre de Cleopatra, Ptolomeo XII, que ahora eran prerrogativa de Octavio, el heredero de César.

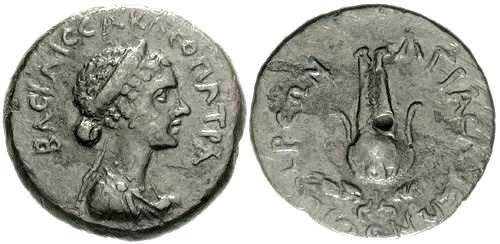
Una moneda de hemióbolo de Cleopatra acuñado en el año 31 a. C.

Antonio y Cleopatra contaban con más tropas (unos 100 000 hombres) y tenían una flota más numerosa (800 barcos) que Octavio, que supuestamente tenía 80 000 hombres y 200 barcos, pero las tripulaciones de su armada no estaban bien entrenadas, algunas probablemente procedentes de navíos mercantes, mientras que Octavio disponía de una fuerza totalmente profesional. Antonio quería cruzar el mar Adriático y detener a Octavio en Tarentum o Brundisium, pero Cleopatra, preocupada sobre todo de la defensa Egipto, se opuso a la decisión de atacar directamente Italia. Establecieron su cuartel general de invierno en Patrai (Grecia) y hacia la primavera del 31 a. C. se habían trasladado a Accio, al sur del golfo de Ambracia. Con esta posición Cleopatra consideraba que era una mejor defensa de Egipto, ya que así podía detectar cualquier movimiento hacia el sur de la flota de Octavio a lo largo de la costa de Grecia.
Antonio y Cleopatra contaban con el apoyo de varios reyes aliados, pero Cleopatra ya había estado en conflicto con Herodes y un terremoto en Judea le proporcionó una excusa para que sus fuerzas no participaran en la campaña. También perdieron el apoyo de Malicos I de Nabatea, lo que posteriormente demostró tener consecuencias estratégicas. Antonio y Cleopatra perdieron varias escaramuzas contra Octavio en los alrededores de Accio durante el verano del 31 a. C. y se sucedieron continuas deserciones hacia el campamento de Octavio, como las del durante mucho tiempo compañero de Antonio, Quinto Delio y los hasta el momento reyes aliados Amintas de Galacia y Deyótaro de Paflagonia. Mientras que algunos miembros del ejército de Antonio sugirieron abandonar el conflicto naval para enfrentarse a Octavio en el interior de Grecia, Cleopatra insistió en una confrontación naval para mantener a la flota rival alejada de Egipto.

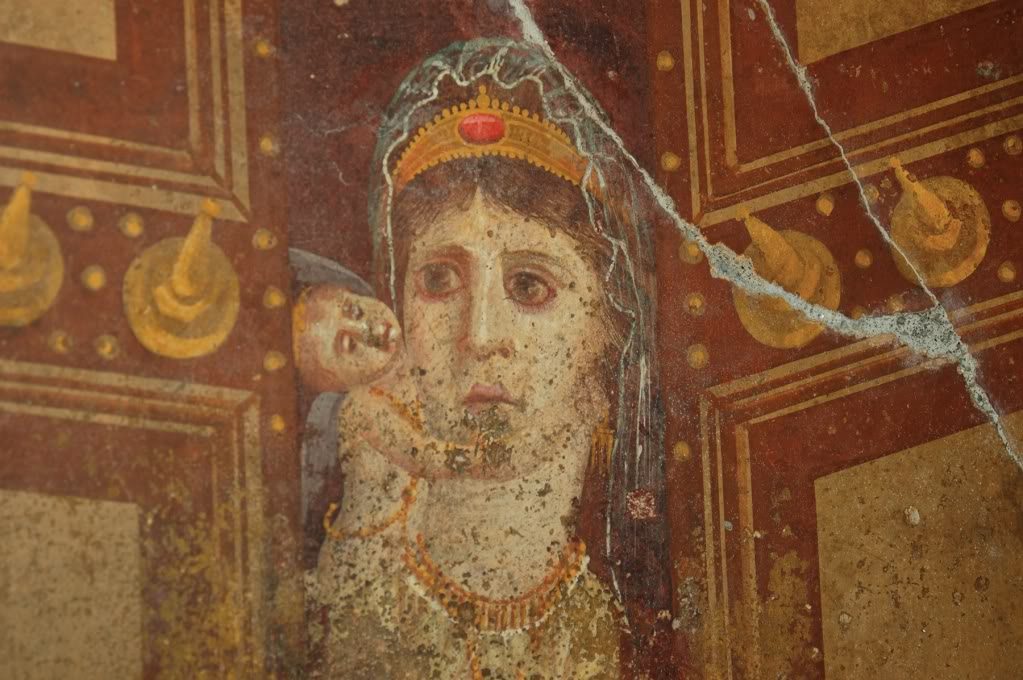
Pintura romana en la casa de Marco Fabio Rufo en Pompeya, que representa a Cleopatra como Venus Genetrix y a su hijo Cesarión como cupido, de mediados del siglo I a. C.

El 2 de septiembre de 31 a. C. las fuerzas navales de Octavio, dirigidas por Marco Vipsanio Agripa, se enfrentaron a las de Antonio y Cleopatra en la decisiva batalla de Accio. Cleopatra, a bordo de su buque insignia, el Antonias, estaba en la retaguardia de la flota al mando de 60 barcos en la desembocadura del golfo de Ambracia, en lo que probablemente fue una estrategia de los oficiales de Antonio para marginarla durante la batalla. Antonio había ordenado que sus barcos tuvieran velas a bordo para tener una mejor oportunidad de perseguir o huir del enemigo, lo que Cleopatra, siempre preocupada por la defensa de Egipto, utilizó para desplazarse rápidamente a través de la principal zona de combate en una retirada estratégica al Peloponeso. El historiador estadounidense Stanley M. Burstein cree que los escritores partidarios de Roma acusaron posteriormente a Cleopatra de haber desertado cobardemente de Antonio, pero su intención original de mantener sus velas a bordo pudo haber sido romper el bloqueo y salvar la mayor parte posible de su flota. Antonio siguió a Cleopatra y abordó su barco, identificado por sus distintivas velas púrpuras, mientras los dos escapaban de la batalla y se dirigían a Ténaro. Se dice que Antonio evitó a Cleopatra durante este viaje de tres días, hasta que sus sirvientas en Ténaro le instaron a hablar con ella. La batalla de Accio continuó sin Cleopatra y Antonio hasta la mañana del 3 de septiembre, con deserciones masivas de oficiales, tropas y reyes aliados al ejército de Octavio.

## Caída y muerte

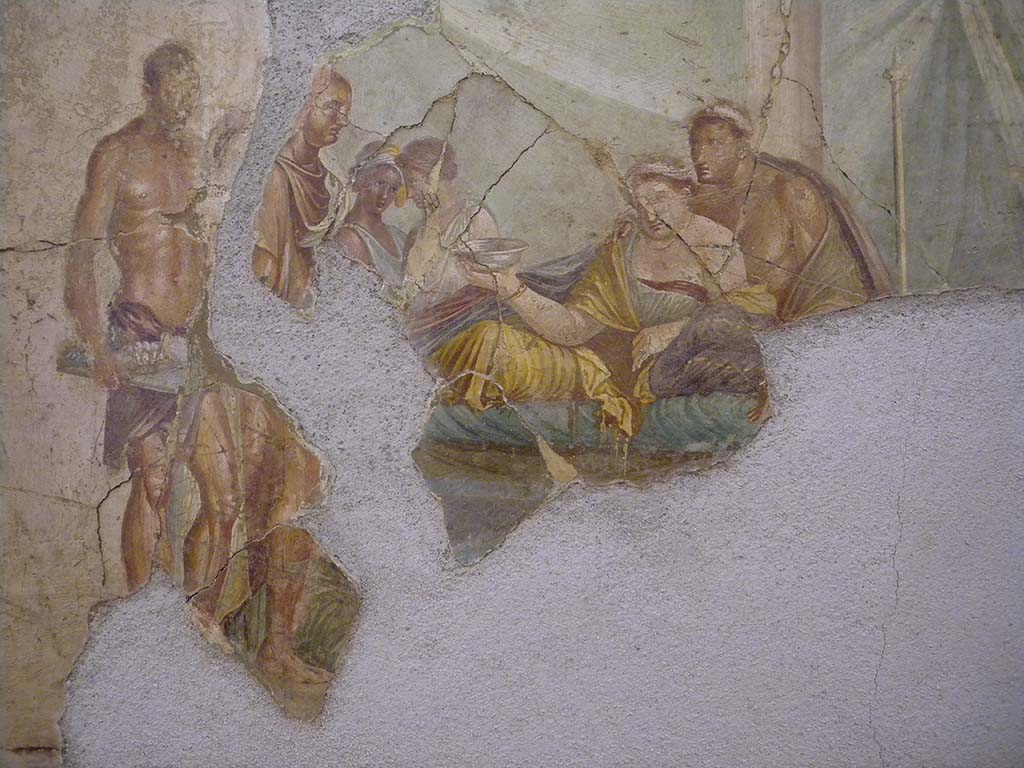
Una pintura romana de la casa de Giuseppe II en Pompeya, de principios del siglo I, que representa muy probablemente a Cleopatra suicidándose ingiriendo veneno, con su hijo Cesarión detrás de ella.

Mientras Octavio ocupaba Atenas, Antonio y Cleopatra desembarcaron en Paraitonion, en Egipto. Entonces la pareja emprendió su camino por separado, Antonio a Cirene para reunir más tropas y Cleopatra navegó hasta el puerto de Alejandría en un engañoso intento de mostrar las operaciones en Grecia como una victoria. Debido a informes contradictorios no se sabe con seguridad si Cleopatra tuvo o no dificultades financieras en ese momento; algunas afirmaciones, como el robo  de las riquezas de los templos para pagar sus gastos militares probablemente era propaganda octaviana. Tampoco está claro si en ese momento ejecutó a Artavasdes II y envió su cabeza a su rival, Artavasdes I, rey de Media Atropatene, en un intento de establecer una alianza con él.
Lucio Pinario, que fue nombrado gobernador de Cirene por Marco Antonio, recibió la noticia de la victoria de Octavio antes de la llegada de los mensajeros de Antonio a su corte. Hizo ejecutar a los mensajeros y luego desertó al bando de Octavio, a quien entregó las cuatro legiones bajo su mando que Marco Antonio aspiraba conseguir. Antonio estuvo a punto de suicidarse al enterarse de la noticia, pero sus oficiales lo impidieron. En Alejandría construyó una pequeña casa aislada en la isla de Faro, a la que llamó Timoneion, en honor al filósofo Timón de Atenas, famoso por su cinismo y misantropía. Herodes, que había aconsejado personalmente a Antonio con posterioridad a la batalla de Accio que debía traicionar a Cleopatra, viajó a Rodas para encontrarse con Octavio y renunciar a su reinado por lealtad a Antonio. Impresionado por su franqueza y sentido de la lealtad, Octavio le permitió mantener su posición en Judea, aislando todavía más a Antonio y Cleopatra.
Tal vez Cleopatra comenzó a ver a Antonio como una carga a finales del verano de 31 a. C., cuando se disponía a dejar Egipto a su hijo Cesarión. Como objeto de la hostilidad romana, planeaba cederle su trono y trasladar su flota desde el Mediterráneo al mar Rojo y luego zarpando hacia un puerto extranjero, quizás en la India, donde podría pasar un tiempo recuperándose. Sin embargo abandonó estos planes cuando Malicos I, siguiendo el consejo de Quinto Didio, gobernador de Siria nombrado por Octavio, quemó la flota de Cleopatra en venganza por sus pérdidas en una guerra anterior contra Herodes emprendida en gran medida por Cleopatra. Por ello no tuvo otra opción que quedarse en Egipto y negociar con Octavio. Aunque lo más probable es que fue una información proveniente de la campaña de propaganda de Octavio, se dijo que Cleopatra comenzó a probar la eficacia de varios venenos con los prisioneros e incluso con sus propios sirvientes.

La muerte de Cleopatra (1658), de Guido Cagnacci.

Cleopatra hizo que Cesarión ingresara en la efebeia lo que, junto con la inscripción de una estela de Coptos datada el 21 de septiembre del 31 a. C., demuestra que estaba preparando a su hijo para convertirse en el único gobernante de Egipto. En una muestra de solidaridad, Antonio hizo que Marco Antonio Antilo, su hijo con Fulvia, se alistara también como efebo. Le enviaron mensajes por separado a Octavio, todavía apostado en Rodas, aunque parece que este solo le contestó a Cleopatra. Ella le solicitó que sus hijos heredaran Egipto y que se le permitiera a Antonio vivir allí exiliado, ofreciéndole dinero a Octavio en un futuro y enviándole en el acto fastuosos regalos, como un cetro de oro, una corona y un trono. Octavio le envió a su diplomático Tirso cuando ella amenazó con quemarse a sí misma y a gran parte de su tesoro en el interior de una gran tumba que ya estaba en construcción. Tirso debía aconsejarle que matara a Antonio para que se le perdonara la vida, pero cuando Antonio sospechó de sus intenciones, hizo azotarlo y lo envió de vuelta sin ningún acuerdo.
Tras largas negociaciones que finalmente no dieron resultado, Octavio se dispuso a invadir Egipto en la primavera del año 30 a. C., con parada en Ptolemaida, en Fenicia, donde su nuevo aliado Herodes lo hospedó y aprovisionó a su ejército. Se dirigió al sur y pronto tomó Pelusio, mientras que Cayo Cornelio Galo, marchando hacia el este desde Cirene, derrotó a las fuerzas de Antonio cerca de Paraitonion. Octavio avanzó entonces hacia Alejandría, pero Antonio regresó y obtuvo una pequeña victoria sobre las agotadas tropas de Octavio a las afueras del hipódromo de la ciudad. Sin embargo, el 1 de agosto de 30 a. C. la flota naval de Antonio se rindió, seguida por su caballería. Cleopatra se escondió en su tumba con sus asistentes de confianza, enviando un mensaje a Antonio diciéndole que se había suicidado. En la desesperación, Antonio reaccionó apuñalándose en el estómago y quitándose la vida, a los 53 años de edad. Según Plutarco, estaba todavía moribundo cuando fue trasladado hasta Cleopatra en su tumba, y le dijo que había muerto honorablemente en un enfrentamiento contra un romano y que ella podía confiar en el compañero de Octavio, Cayo Proculeio, antes que en cualquier otro miembro de su séquito. Sin embargo, fue Proculeio quien penetró en su tumba usando una escalera y detuvo a la reina, privándola de la posibilidad de inmolarse con sus tesoros. A Cleopatra se le permitió embalsamar y enterrar a Antonio en el interior de su tumba antes de ser escoltada al palacio.

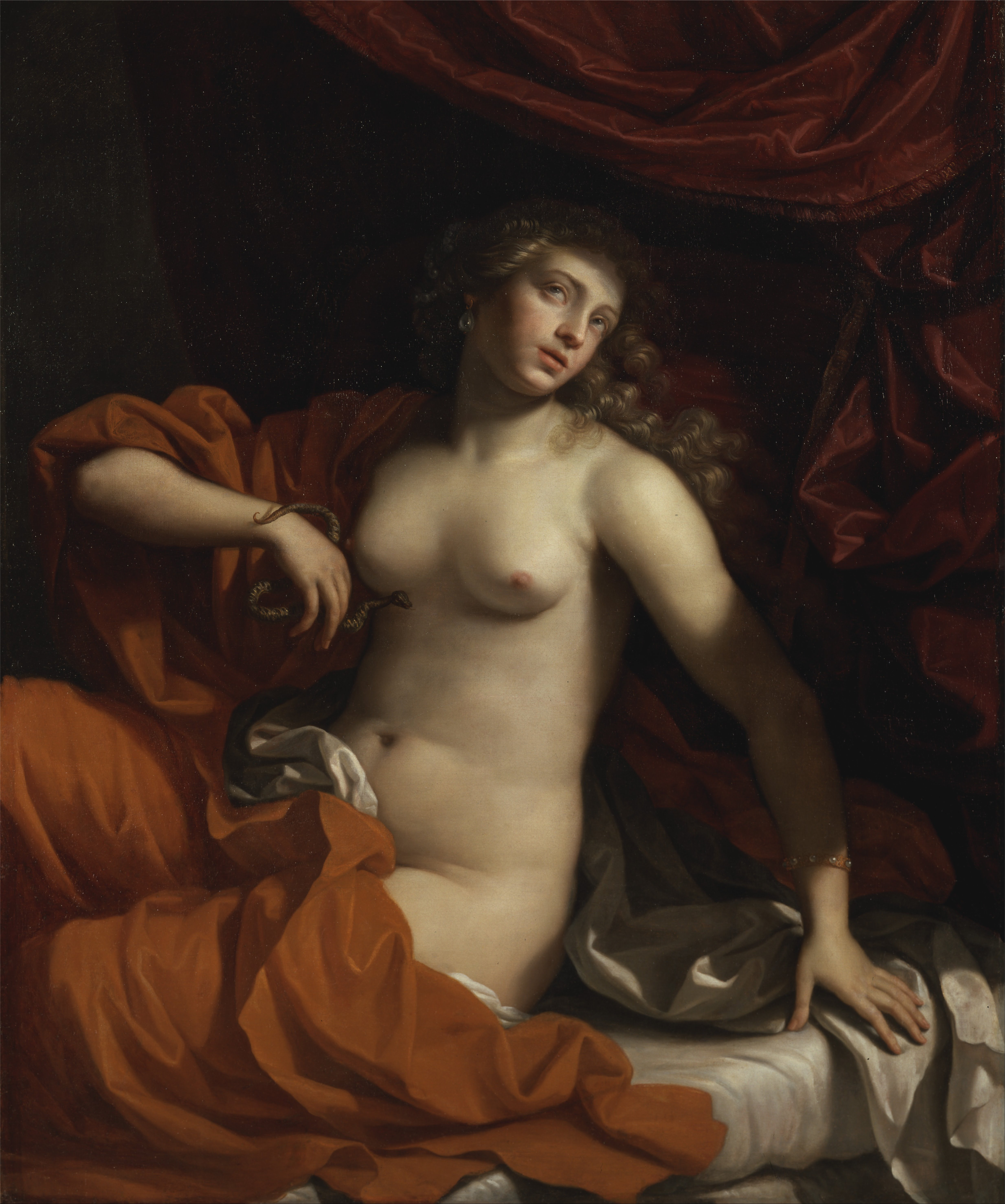
Cleopatra, por Benedetto Gennari, 1674-1675

Octavio llegó a Alejandría y pronunció un discurso de reconciliación en el Gimnasio antes de instalarse en el palacio y arrestar a los tres hijos más pequeños de Cleopatra. Cuando se reunió con él, Cleopatra estaba despeinada pero aun conservaba su aplomo y su distintivo encanto; le dijo sin rodeos: «no seré exhibida en un triunfo» —en griego antiguo: οὑ θριαμβεύσομαι, romanizado: ou thriambéusomai— que, según Livio, es una de las pocas inscripciones de palabras exactas suyas. Octavio le prometió que la mantendría con vida, pero no le dio ninguna explicación sobre sus planes futuros para su reino. Cuando un confidente le informó que planeaba trasladarla a ella y a sus hijos a Roma tres días después, optó por el suicidio, ya que no tenía intención de ser expuesta en un triunfo romano como su hermana Arsínoe IV. No está claro si el suicidio de Cleopatra en agosto de 30 a. C., a la edad de 39 años, tuvo lugar en el palacio o en su tumba. Se dice que estaba acompañada por sus sirvientes Eira (Iras) y Carmión (Charmion), que también se quitaron la vida. Octavio estaba aparentemente enojado por este desenlace, pero la enterró con ceremonial real junto a Antonio en su tumba. El médico de Cleopatra, Olimpo, no explica la causa de su muerte, aunque la creencia popular es que permitió que un áspid o cobra egipcia la mordiera y envenenara. Plutarco narra esta historia, pero luego sugiere que se usó un instrumento (κνῆστις knêstis 'espina, púa, rallador') para introducir la toxina rascándose, mientras que Dion dice que se inyectó el veneno con una aguja (βελόνη belónē) y Estrabón aboga por algún tipo de ungüento. No se encontró ninguna serpiente venenosa con el cadáver, pero tenía pequeñas heridas punzantes en el brazo que podrían haber sido causadas por una aguja.

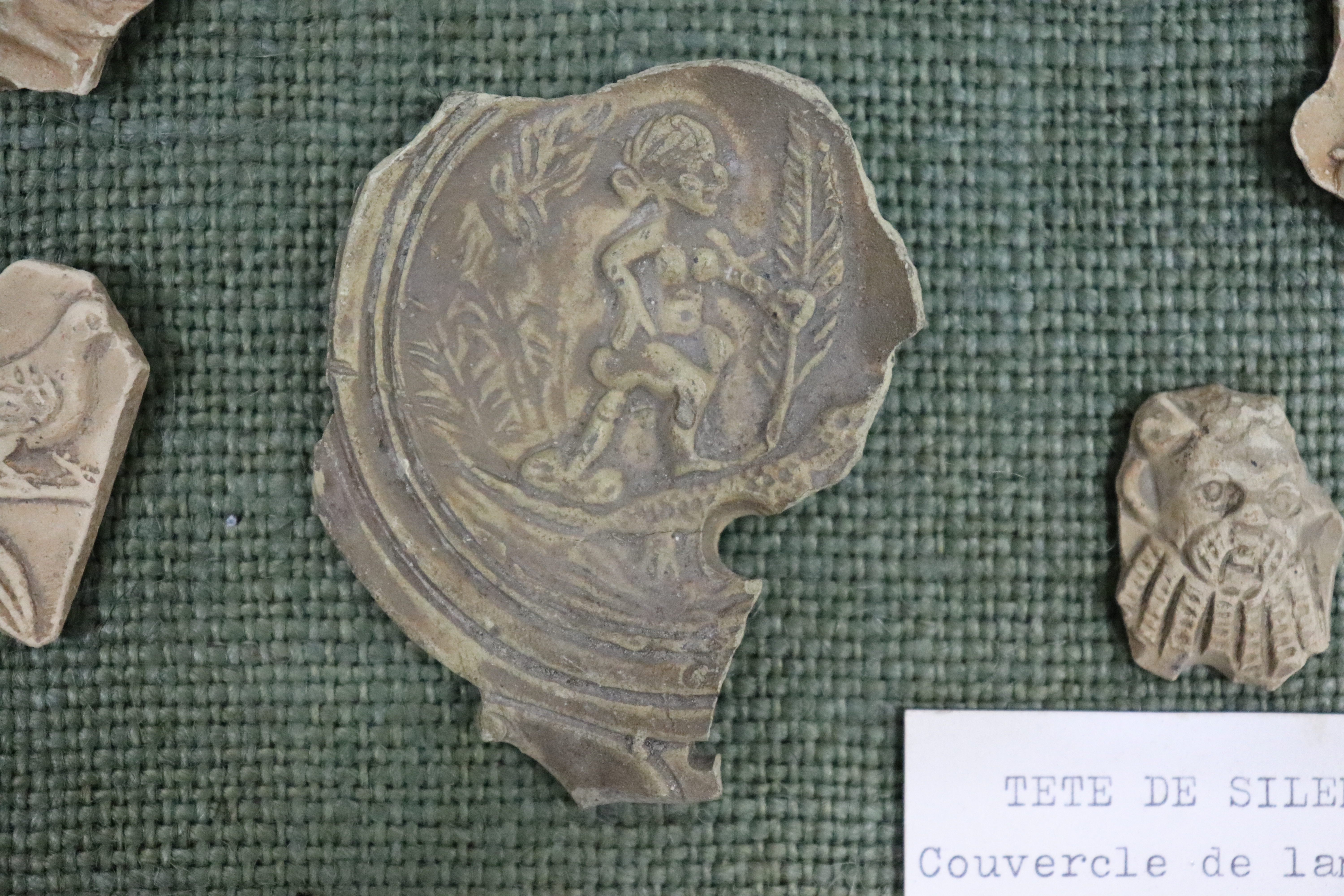
Fragmentos de una lámpara de aceite romana con una escena erótica de Cleopatra desnuda montada sobre el falo de un cocodrilo egipcio, Museo de Die, Francia.

Cleopatra, aunque durante mucho tiempo deseaba preservar su reino, decidió en sus últimos momentos enviar a Cesarión al Alto Egipto, tal vez planeando huir a Nubia, Etiopía o la India. Cesarión, ahora Ptolomeo XV, aunque solo durante solo 18 días hasta que es ejecutado por orden de Octavio el 29 de agosto de 30 a. C., tras regresar a Alejandría bajo la falsa idea de que le permitiría ser rey.. Octavio inicialmente tenía dudas sobre si debía matarlo, pero se convenció tras el consejo de su amigo el filósofo Ario Dídimo de que en el mundo solo había lugar para un César. Con la caída del reino ptolemaico, se estableció la provincia romana de Egipto, marcando el final del periodo helenístico que había comenzado con el reinado de Alejandro Magno (336-323 a. C.). En enero de 27 a. C. Octavio fue nombrado Augusto («el venerado») y acumuló poderes constitucionales que lo convirtieron en el primer emperador romano, iniciando la era del Principado del Imperio romano.
Los emperadores romanos posteriormente fueron considerados faraones de Egipto, pero a diferencia de los gobernantes ptolemaicos no residían en Egipto. Octavio, ahora Augusto, se distanció de los rituales de la realeza egipcia, como la coronación del faraón o la adoración de Apis, aunque fue representado en los templos como un faraón típico que hacía sacrificios a los dioses. A diferencia de las provincias romanas convencionales, Egipto fue establecido por Octavio como territorio bajo su control personal, lo que impidió que el Senado romano interviniera en cualquiera de sus asuntos y nombrara a sus propios gobernadores de Egipto équites, el primero de los cuales fue Cornelio Galo.

## Egipto bajo el reinado de Cleopatra
Cleopatra gobernó Egipto y otros territorios como Chipre como un monarca absoluto, siguiendo la tradición de los gobernantes del Reino de Macedonia en el norte de Grecia, patria de Alejandro el Grande, antes de que sus sucesores, los diádocos, difundieran este estilo de monarquía por todo el conquistado imperio aqueménida. La Grecia clásica (480-336 a. C.) incluía una serie de polis, ciudades-Estado que contaban con diversas formas de gobierno, como la democracia o la oligarquía. Estas polis continuaron teniendo estas formas de gobierno en la Grecia helenística (336-146 a. C.) e incluso posteriormente en la Grecia romana. Estaban muy influenciadas y en muchos casos dominadas por las monarquías helenísticas de las dinastías antigónida, seléucida y ptolemaica. Comenzando con el reinado de Ptolomeo I Soter, fundador de la dinastía, el reino ptolemaico había luchado una serie de conflictos, las Guerras sirias, contra el Imperio seléucida por el control de Siria. El reino de Cleopatra tenía su base en Egipto, pero deseaba expandirlo e incorporar territorios del norte de África, Asia Occidental y la cuenca del Mediterráneo oriental que habían pertenecido a su ilustre antepasado.
Era nominalmente la única legisladora de su reino. Participaba directamente en los asuntos administrativos de su dominio, El Museion y la adyacente Biblioteca de Alejandría atrajeron a eruditos de todo el mundo helenístico, a quienes se les permitió vivir en Egipto con exenciones fiscales totales. También fue su principal autoridad religiosa, llevando a cabo rituales y ritos de la antigua religión egipcia que sus súbditos nativos egipcios consideraban que prevenían la destrucción del mundo. Dada la presencia mayoritariamente griega y la naturaleza multicultural de las ciudades ptolemaicas como Alejandría, Cleopatra también estaba obligada a supervisar las ceremonias religiosas que honraban a las distintas deidades griegas. La etnia griega ocupaba los niveles superiores de las administraciones gubernamentales, aunque en el marco de la burocracia de los escribas que había existido en Egipto desde el Antiguo Reino. Muchos administradores de su corte habían servido durante el reinado de su padre, aunque algunos de ellos fueron asesinados en la guerra civil entre ella y su hermano. A través de las inscripciones y los registros de papiros se conocen los nombres de más de veinte gobernadores regionales que sirvieron a Cleopatra, e indican que algunos eran de etnia griega y otros eran egipcios nativos.
La sociedad egipcia ptolemaica estaba dividida en dos clases jurídicamente definidas: griegos y egipcios. Los macedonios y los griegos vivían en las ciudades-estado de Alejandría, Náucratis y Ptolemaida Hermia. Considerados ciudadanos de pleno derecho de estas polis, tenían prohibido casarse con egipcios nativos (aunque los griegos que vivían fuera de estos núcleos podían hacerlo). Los egipcios nativos e incluso los judíos podrían ser clasificados como griegos si renunciaban a sus culturas originales, recibían una educación griega, identificaban a sus dioses y diosas con nombres griegos y adoptaban el estilo de vida griego. Los egipcios nativos habían sido excluidos en gran medida de servir en el ejército durante el reinado de Ptolomeo II, reemplazados por los clerucos griegos y judíos. Durante el reinado de Ptolomeo IV a finales del siglo III a. C. fueron reintroducidos como soldados falangistas. Las grandes migraciones de griegos a Egipto cesaron en el siglo II a. C., de modo que la minoría griega en el Egipto ptolemaico siguió siendo pequeña desde el punto de vista demográfico.
Aunque los sacerdotes egipcios eran a menudo ricos terratenientes que rivalizaban con la riqueza de los faraones ptolemaicos, los monarcas eran técnicamente dueños de todas las tierras egipcias como parte de su patrimonio. Prácticamente todos los aspectos de la economía egipcia estaban nominalmente controlados o supervisados por el gobierno central con sede en Alejandría. Los gobernantes ptolemaicos exigían altos aranceles a los bienes importados y exportados, establecían control de precios para diversos bienes, imponían altos tipos de cambio para las divisas extranjeras, establecían monopolios estatales sobre ciertas industrias como el aceite vegetal y la producción textil y obligaban a los granjeros a permanecer en sus aldeas durante los períodos de siembra y cosecha. Sin embargo, la eficacia de estas políticas y la autoridad de los gobernantes ptolemaicos, incluida Cleopatra, para ejecutarlas plenamente eran más un deseo que una realidad. Cleopatra y muchos de sus predecesores reales consideraron necesario saldar todas las deudas privadas de sus súbditos con el gobierno al comienzo de sus reinados, debido a la corrupción financiera generalizada de los nomarcas que abusaban de la población en general. Los abusos a menudo llevaron a los trabajadores a realizar huelgas generales hasta que el gobierno accedió a satisfacer sus demandas. Al principio de su reinado, los funcionarios locales estaban presionando a los campesinos pobres cobrándoles impuestos durante una sequía y posterior hambruna. Cleopatra restringió estas medidas abusivas e impulsó iniciativas de ayuda, como la distribución de cereales de los graneros reales.

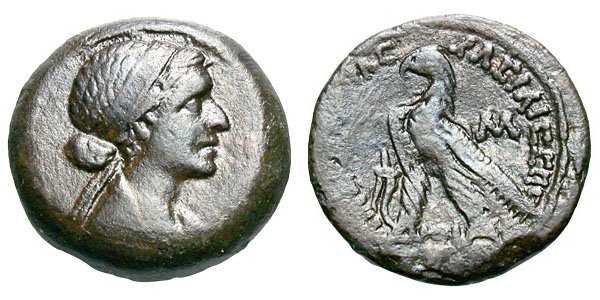
Cleopatra en una moneda de 40 dracmas del 51-30 a. C., acuñada en Alejandría con la inscripción ΒΑΣΙΛΙΣΣΗΣ ΚΛΕΟΠΑΤΡΑΣ en el reverso.

Tanto Ptolomeo XII como Cleopatra VII consideraron necesario devaluar la moneda ptolemaica debido a problemas financieros. No se conocen monedas de oro desde el reinado de Cleopatra, en tanto que se restableció el uso de monedas de bronce (ausentes desde el reinado de Ptolomeo IX) y la moneda de plata fue devaluada en torno a un 40 % hacia el final de su reinado. Las monedas acuñadas bajo su reinado provenían de una gran área geográfica, que incluía lugares en Egipto como Alejandría, pero también la isla de Chipre, Antioquía, Damasco y Calcis de Belos en Siria, Trípoli en Fenicia, Ascalón en Judea y Cirenaica en Libia. Las monedas que han sobrevivido acuñadas por Cleopatra son de casi todos los años de su reinado. Por lo general, llevaban su imagen, junto con la de la diosa Isis; algunas imitan la acuñación de su antepasada Arsínoe II. Entre las monedas acuñadas con Marco Antonio se encuentran los denarios romanos con imágenes de ambos, la primera vez que una reina extranjera aparece en monedas romanas con inscripciones en latín.
Además de varias obras grecorromanas de arte y literatura antiguas que representan a la reina, su legado ha sobrevivido parcialmente en algunos de sus ambiciosos programas de construcción en Egipto utilizando estilos de arquitectura griega, romana y egipcia. Construyó un templo Cesáreo dedicado a la adoración de su compañero Julio César cerca del palacio de Alejandría frente al mar; su entrada estaba flanqueada por obeliscos de granito rosa de 200 toneladas, monumentos erigidos allí por Augusto en el año 13-12 a. C. y que fueron conocidos posteriormente como las Agujas de Cleopatra y trasladadas a Nueva York y Londres en el siglo XIX. Paralelamente a la renovación de la concesión de asilo a los judíos de Egipto y a la política pro judía de Julio César, Cleopatra también construyó una sinagoga en Alejandría. Tras la guerra civil contra su hermano Ptolomeo XIII, la ciudad tuvo que ser reconstruida en gran parte, lo que incluyó reparaciones necesarias en el Gimnasio y en el Faro de Alejandría, en la isla de Faro. No se sabe si realizó reparaciones o alteraciones significativas en la Biblioteca de Alejandría o en el palacio real, aunque Lucano hace referencia a este último. También inició la construcción de su tumba (terminada por Augusto) en el mismo recinto del palacio que la tumba de Alejandro Magno. Aunque todavía se desconoce la ubicación exacta de ambos, la tumba de Cleopatra puede haber servido de modelo para el mausoleo de Augusto y el de los emperadores romanos posteriores.
Aunque ya se había iniciado con anterioridad, Cleopatra reanudó la construcción del complejo del templo de Dendera (cerca de la actual Quena, Egipto). Se realizaron relieves que representaban a Cleopatra y a su hijo Cesarión presentando ofrendas a las deidades Hathor e Ihy, con imágenes que reflejaban las ofrendas a Isis y Horus. En el templo de Hathor-Isis de Deir el-Medina, erigió una gran estela de granito con inscripciones dobles en griego y egipcio demótico e imágenes que representaban su adoración a Montu y a su hijo Cesarión adorando a Amón-Ra. El centro de culto a Montu en Hermonthis fue remodelado con imágenes del nacimiento divino de Cesarión por Julio César, representado como Amón-Ra; incluía una compleja fachada y un quiosco de entrada con grandes columnas con los cartuchos de Cleopatra y Cesarión. En el pilono de la entrada principal del Templo de Edfu, construido por su padre Ptolomeo XII, Cleopatra erigió dos estatuas de granito de Horus protegiendo la figura en miniatura de Cesarión. La construcción de un templo dedicado a la diosa Isis en Ptolemaida Hermia fue supervisada por Kallimachos, gobernador regional de Cleopatra.